# Перелік географічних об'єктів Середзем'я
У цій статті пераховуються другорядні географічні об'єкти легендаріуму Дж. Р. Р. Толкіна. Географічні об'єкти Аману вказані в статті Аман, Нуменору — у статті Нуменор.

## Гори, долини, болота та інші об'єкти Белеріанду

### Аґлонів прохід
Аґлонів прохід або Аґлон — вузький прохід між Дортоніоном і узвищами західніше Гімрінгу. Крізь нього з півночі завжди віяв сильний вітер. Сини Феанора Келеґорм та Куруфін укріпили його, осівши там з великим військом, володіючи Гімладом. Після Даґор-Браґоллах (Битва Раптового Полум'я) вони змогли втримати навалу орків через Аґлон і утримували його до Нірнаед-Арноедіад (Битва Незліченних Сліз).

### Амон-Ґварет або Ондолінде
Амон-Ґварет та Ондолінде (кв. Ondolinde — Скеля Музичної Води) — пагорб посеред долини Тумладен, що колись був островом озера яке висохло в час протиборства валарів і Мелькора у Валіанську Епоху. На ньому король Турґон збудував приховане місто Гондолін.

### Амон-Дартір
Амон-Дартір — пагорб у краї Дор-Ломін, де знаходилась садиба вождя народу Гадора Гуріна.

### Амон-Етір
Амон-Етір (синд. Amon-Etir — Пагорб Дозорців) — насип на схід від воріт Нарґотронда, зроблений з наказу Фінрода Фелаґунда.

### Амон-Ереб
Амон-Ереб (синд. Amon-Ereb — Самотній пагорб) — пагорб між Рамдалом і річкою Ґеліон у Східньому Белеріанді. На вершині пагорба під час першої битви елдарів з військом Морґота загинули король нандорів Оссіріанду Денетор та його родичі. Після Даґор-Браґоллах (Битва Раптового Полум'я) на Амон-Ереб синами Феанора Амродом і Амросом, що відступили на південь було влаштовано сторожу, що прикривала підступи до Оссіріанду.

### Амон-Обел
Амон-Обел — пагорб посеред Бретільського Лісу, де було збудовано головне поселення галадінів Ефел-Брандір.

### Амон-Руз
Амон-Руз (синд. Amon-Ruz — Лисий Пагорб) — самотній пагорб на південь від лісу Бретіль, де було останнє поселення малих гномів. Там жив останній представник цього ґном'ячого роду Мім зі своїми синами, а також було облаштоване лігво розбійницької ватаги Туріна.

### Анахів Прохід
Анахів Прохід або Анах — прохід що вів з Дортоніону (Таур-ну-Фуін) до західних схилів Еред-Ґорґороту.

### Андрам
Андрам (синд. Andram — Довга стіна) — низка пагорбів у центральній частині Белеріанду, що простяглися від Нарґотронда до Рамдалу. Північніше пагорбів річка Сіріон йшла під землю стрімким водоспадом і, пробігши три ліги підземним тунелем, з'являлася з-під кам'яних арок, що називались Ворота Сіріону.

### Андрот
Андрот - система печер під горами Мітрим, де після Нірнаед Арноедіад сховалися синдари Мітриму на чолі з Аннаелем та деякі едайн з народу Гадора. В цих печерах зростав Туор син Гуора, що був вихований Аннаелем.

### Аннон-ін-Ґелиз
Аннон-ін-Ґелиз («Брама Нолдорів») — вхід до підземного водного русла, яке вело до Кіріт-Нінніаху, що на західних пагорбах Дор-Ломіну.

### Арверніен
Арверніен — узбережжя від Фаласу до дельти Сіріону, де оселились уцілілі втікачі з загиблих королівств ельдарів — ельфи та люди. Після падіння останнього з ельфійських королівств Ґондоліну в Арверніен прибули залишки народу Турґона, котрих привів його зять Туор. Арвеніен оспіваний у віршах Більбо в Рівендолі про морську подорож сина Туора Еаренділа.

### Ард-ґален та Анфауґліт
Ард-ґален (синд. Ard-galen — Зелений Край) — велика розлога рівнина між Еред-Енґрін (Залізні Гори) та Дортоніоном. Після сходження Сонця поросла травою. Випалена чаклунським вогнем, що зрушив з вершин Танґородріму й Залізних Гір, давши назву битві, що послідувала за ним Дагор-Браголлах (Битва Раптового Полум'я).
Після пожежі рівнина стала пустелею і отримала назву Анфауґліт (синд. Anfauglit — Задушлива Курява) або Дор-ну-Фауґліт (синд. Dor-nu-Fauglit — Задушлива Земля).

### Ароссіах
Ароссіах — броди через річку Арос на північний схід від Доріату.

### Бріттіах
Брітіах — брід на річці Сіріон на північ від Бретільського Лісу.

### Балар (мис)
Мис Балар — найпівденніша точка Арверніену на березі Баларської затоки.

### Балар (острів)
Острів Балар — знаходився у Баларській затоці, раніше був виступом Тол-Ересеа, що зачепився за мілину і відколовся. Після розорення Фаласу, що відбулось через рік після Нірнаед-Арноедіад (Битва Незліченних Сліз), на острові оселились вцілілі фалатріми разом з Кірденом Корабельником та Ґіл-Ґаладом.

### Болота Сіріону
Болота Сіріону — болотиста місцевість на обох берегах річки Сіріон біля Аелін-Уіал (Сутінкові Озера) та гирла річки Арос.

### Бретіл
Бретіл (синд. Bretil — Березовий) — ліс у межиріччі Тейглін та Сіріон, де жили люди народу галадінів або народу Галет.

### Гітлум
Гітлум (синд. Hitlum — Земля Імли; кв. Hissilome) — край на півночі між Еред-Енгрін (Залізні Гори), Еред-Ветрін (Гори Тіні) та Еред-Ломін (Гори Відлуння). Сувора земля з довгою морозною зимою та коротким прохолодним літом протягом якого йшли дуже часті дощі з сильними туманами (звідки і походить назва). До Гітлуму відносились землі Мітрім та Дор-ломін, де оселились люди з народу Гадора Золотоволосого. Належав до королівства нолдорів Півночі Фінголфіна та Фінгона. Після Нірнаед-Арноедіад (Битва Незліченних Сліз) Моргот оселив у Гітлумі людей — східнян з племені Улфанга Чорного, що зрадили елдарів під час битви.

### Ґімлад
Ґімлад (синд. Gimlad — Прохолодна Рівнина) — край розташований південніше від Аґлонового проходу, де жили нолдори якими правили сини Феанора Келеґорм та Куруфін.

### Ґімрінг
Ґімрінґ (синд. Gimring — Вічнохолодний) — високий пагорб на захід від Маґлорової Пустки, де стояла фортеця Маедроса, що була зруйнована армією Морґота після Нірноед-Арноедіад (Битва Незліченних Сліз). Після затоплення Белеріанду під час Війни Гніву вершина пагорба стала островом Ґімрінґом.

### Дімбар
Дімбар — край у межиріччі Сіріона та Міндеба, де ельф Белеґ Міцнорукий та його друг Турін, син Гуріна охороняли північні кордони Доріату і неодноразово здобували перемогу над орками.

### Дор-Даеделот
Дор-Даеделот (синд. Dor-Daedelot — Земля Тіні Жаху) — володіння Морґота на півночі за Еред-Енґрін (Залізні Гори). Суворий морозний край. Внаслідок Війни Гніву його західна частина була затоплена водами Великого моря (Белеґаер) разом із Гітлумом та Белеріандом, а східна у Другу та Третю Епохи була відома під назвою Фородвайт.

### Дор-Дінен
Дор-Дінен (синд. Dor-Dinen — Мовчазна Земля) — пустельна територія у верхів'ї річок Есгалдуін та Арос.

### Дор-Карантір та Таргеліон
Дор-Карантір (синд. Dor-Carantir — Земля Карантіра) та Тарґеліон (синд. Targelion — За Ґеліоном) — край між річкою Геліон і Еред-Луін (Еред-Ліндон; Сині Гори), де жили нолдори котрими правив четвертий син Феанора Карантір Темний. Розорений орками після Даґор-Браґоллах (Битва Раптового Полум'я). Після Війни Гніву, коли більша частина Белеріанду була затоплена, південно-східна частина краю вціліла, ставши землями Форліндон (Північний Ліндон).

### Дор-Куартол
Дор-Куартол (синд. Dor-Cuartol — Земля Лука і Шолома) — територія яку обороняли Турін і Белеґ зі своєї криївки на Амон-Руз.

### Дор-Ломін
Дор-Ломін (синд. Dor-Lomin — Земля Відлуння) — край на півдні Гітлуму, подарований Фінґоном своєму васалу Гадору Золотоволосому, що був вождем третього племені аданів. Владиками краю до Нірнаед-Арноедіад (Битва Незліченних Сліз) були люди з Дому Гадора, останнім з них був Гурін батько Туріна Турамбара і Ніенор Нінель. Після падіння королівства нолдорів Півночі вцілілі люди з племені Гадора потрапили в рабство східнян народу Улфанга Чорного.

### Дортоніон та Таур-ну-Фуін
Дортоніон (синд. Dortonion — Земля Сосен) — велике нагір'я поросле сосновим лісом на півночі Белеріанду, де правили васали короля Фінрода сини Фінарфіна Анґрод і Аеґнор, що загинули у Даґор-Браґоллах (Битва Раптового Полум'я). На сході краю розташувався Ладрос, де жили люди з народу Беора. Після цієї Битви край був захоплений силами Морґота і став називатись Таур-ну-Фуін (Taur-nu-Fuin — Ліс під Ночетінню). Після затоплення Белеріанду вершини нагір'я стали островом Тол-Фуін (Острів Ночі).

### Естолад
Естолад (синд. Estolad — Отаборення) — край на південь лісу Нан-Елмот, де мешкали люди з народів Беора та Мараха після перетину Еред-Луін (Сині Гори).

### Еред-Ветрін
Еред-Ветрін (Ered-Wethrin — Гори Тіні) — гірський хребет, що з північного сходу, сходу та півдня розмежовував Гітлум та Невраст, Ард-гален (в подальшому Анфауґліт) та північні землі Белеріанду. На півночі з'єднувався з Еред-Енґрін (Залізні Гори), далі простягався на південний схід, вздовж Сіріонового Проходу розвертався дугою на захід. Завершенням хребта на заході була гора Терас на березі моря Белеґаер. З півночі біля його підніжжя розташовувались підземні чертоги Турґона в Неврасті Віньямар, звідки він разом зі своїм народом переселився у Ґондолін. На схилах гір починались річки Сіріон (Ейтель Сіріон), Малдуін, Тейґлін, Нарог (Ейтель-Іврін) та їх притоки.

### Еред-Ґорґорот або Ґорґорот
Еред-Ґорґорот або Ґорґорот (синд. Ered-Gorgoroth — Гори Жаху) — гірський хребет між Дортоніоном і Нан-Дунґортебом, де тривалий час жила Унґоліанта, втікши від вогняних батогів балроґів. Також у горах жили її діти — гігантські павуки, але дещо менших розмірів. З цих гір збігало дуже мало потоків, а ті що текли були забруднені павучою отрутою і ті хто пив з них воду сповнювався шаленства та відчаю.

### Еред-Ломін
Еред-Ломін (синд. Ered-Lomin — Гори Відлуння) — гори що тягнулись на південь та південний схід від Еред-Енґрін (Залізні Гори) до Еред-Ветрін (Гори Тіні), відокремлюючи Ламот і Гітлум, Невраст і Дор-Ломін.

### Ехоріат
Ехоріат (синд. Ekhoriath — Окружні Гори) — гори що оточували долину Тумладен, де Турґон збудував місто Ґондолін. На їх вершинах оселились Гігантські Орли Манве королем яких був Торондор.

### Іант-Іаур
Іант-Іаур (синд. Iant-Iaur — Старий Міст) або Міст Есґалдуіну — міст через річку Есґалдуін на північ від Доріату.

### Кабед-ен-Арас та Кабед-Наерамарт
Кабед-ен-Арас (Kabed-en-Aras — Оленячий Стрибок) — глибока і вузька ущелина на річці Тейґлін, де Турін убив Ґлаурунґа, а Ніенор стрибнула з кручі і розбилась на смерть. Після самогубства Ніенор місце отримало назву Кабед-Наерамант — Стрибок Жахливої Судьби. Біля ущелини було поховано Туріна Турамбара, що заподіяв собі смерть, попередньо убивши Брандіра. Тут померла і була похована мати Туріна і Ніенор Морвен Еледвен. Після Війни Гніву, коли Белеріанд було затоплено, місце де стояли могили Туріна і Морвен стало островом, що отримав назву Тол-Морвен.

### Кіріт-торонат
Кіріт-торонат (синд. Cirith Thoronath — Орлина Розколина) — розколина, яка розташовувалась, згідно «Квенти Нольдорінва» на півночі Ехоріату. У першій версії «Сказання про Загибель Ґондоліна» Орлина Розколина знаходилась на півдні Ехоріату.

### Кріссаеґрім
Кріссаеґрім — гори що були розташовані у південній частині Ехоріату біля долини Тумладен, де Турґон збудував місто Ґондолін. На їх вершинах оселились Гігантські Орли Манве — королем яких був Торондор.

### Ламмот
Ламмот (синд. Lammoth — Гучне Відлуння) — край на північ від Затоки Дренґіст, названий так через те що гори там багато разів повторили крик Морґота оплутаного сітями Унґоліанти. Також у пам'ять про ті події гори отримали назву Еред-Ломін (Гори Відлуння) та земля на півдні Гітлуму-Дор-Ломін.

### Ладрос
Ладрос — земля східного Дортоніону, у володіннях Аеґнора, сина Фінарфіна, де оселились люди з народу Беора.

### Лосґар
Лосгар — місцевість біля гирла затоки Дренґіст, де Феанор спалив кораблі телерів.

### Лотлан
Лотлан (синд. Lotlan — Порожня і Розлога) — широка рівнина на північ від Рубежа Маедроса.

### Маглорова Пустка
Володінням Маглора була територія між двома рукавами Геліону - Великим і Малим.

### Мітрім
Мітрім — землі на сході Гітлуму довкола однойменного озера. Назва походить від ельфів-синдарів, що мешкали там.

### Мітрім гори
Гори Мітрім — відрог Еред-Ветрін (Гори Тіні), що відокремлював землі Мітрім і Дор-Ломін.

### Нан-Дунґортеб
Нан-Дунґортеб (синд. Nan-Dungorteb — Видолинок Жахливої Смерті) також Дунґортеб — пустельна і небезпечна низовина між Еред-Ґорґоротом і Поясом Меліан.

### Нан-Елмот
Нан-Елмот — ліс на лівому березі річки Келон, де заблукав заворожений Меліан Елве (Тінґол); згодом місце мешкання темного ельфа Еола, батька Маеґліна.

### Нан-Татрен
Нан-Татрен (синд. Nan-Tatren — Вербова Долина) також Нан-Тасарінан та Нан-Тасаріон — місце де річка Нароґ впадала в Сіріон, у цій місцевості росли вербові ліси.

### Невраст
Невраст (синд. Newrast — Ближній Берег, на противагу Гаерасту (Gaerast) — узбережжю Аману) — край на захід від Дор-Ломіну, де тривалий час мешкав народ Турґона, що згодом переселився у Ґондолін.

### Німбретіль
Німбретіль — березові ліси в Арвеніені на півдні Белеріанду оспівані у пісні Більбо про Еаренділа в Рівендолі.

### Нуайт
Нуайт — ліси, що розташувались на захід від верхів 'їв Нароґа.

### Оссіріанд або Ліндон
Оссіріанд (синд. Ossiriand — Семиріччя) або Ліндон (синд. Lindon — Край Музики) — край у Східному Белеріанді, названий Семиріччям від річки Ґеліон та шести його приток Аскару, Талосу, Леґоліну, Брілтору, Дуілвену та Адуранту, що текли з Синіх Гір (Еред-Луін). Країна Зелених Ельфів або лайквендів, що любили співати пісні, від яких край стали називати Ліндон — край музики. Після Війни Гніву, внаслідок якої Белеріанд було затоплено, східна частина країни вціліла, отримавши назву Гарліндон (Південний Ліндон).

### Переправи через Тейґлін
Переправи через Тейґлін — брід на південному заході лісу Бретіль, де дорога що вела з Сіріонового Проходу перетинала річку Тейґлін.

### Рамдал
Рамдал (синд. Ramdal — Кінець Стіни) — місцевість де закінчувались пагорби Андрам, що перетинали Белеріанд.

### Рерір гора
Рерір — гора на північ від озера Гелеворн, де витікав один з двох рукавів — приток Ґеліону — Великий Ґеліон. На західному схилі стояла фортеця Карантіра, що була зруйнована після Дагор-Браголлах (Битва Раптового Полум'я).

### Рубіж Маедроса
Володіння старшого сина Феанора Маедроса розташувались на пагорбах від Аглонового Проходу до Еред-Луїн. Головна фортеця краю знаходилась на вершині пагорба Гімрінг. На службі в Маедроса перебували східняни з народу Бора.

### Сарн-Атрад
Сарн-Атрад (синд. Sarn-Atrad — Кам'янистий Брід) — переправа через Ґеліон на ґномівській дорозі до Ноґрода і Белеґоста.

### Сіріонів Прохід
Сіріонів Прохід — прохід між Еред-Ветрін (Гори Тіні) і Кріссаеґрім (Окружні Гори), що вів з Белеріанду в Ард-ґален (згодом Анфауґліт). Через прохід протікала річка Сіріон.

### Твань Сірех
Твань Сірех — велика болотиста місцевість на північ від Сіріонового Проходу, де річка Рівіл, що витікала з Дортоніону, впадала в Сіріон.

### Талат-Дірнен
Талат-Дірнен (синд. Talat-Dirnen — Заповідна Рівнина) — рівнина між річкою Нароґ і лісом Бретіль. Більша частина входила до складу королівства Нарґотронд.

### Танґородрім
Танґородрім (квен. Tangorodrim — Гори Тиранії) — три чорні страхітливі гори-вежі над брамою Анґбанду зведені Мелькором з окалини та гірської породи, що лишилась після прокладання тунелів до його фортеці. Наприкінці Облоги Анґбанду вивергли чаклунське полум'я, що спалило рослинність на рівнині Ард-ґален і гарнізони сторожових постів, які стояли на ній. Так розпочалась Даґор-Браґоллах (Битва Раптового Полум'я). Після Нірнаед-Арноедіад (Битва Незліченних Сліз) на одній з вершин був ув'язнений Гурін, що міг бачити як здійснюється прокляття Морґота його родини. Під час Війни Гніву Танґородрім розсипався внаслідок падіння дракона Анкалаґона Чорного, що був убитий Еаренділом. Вціліла основа гірських вершин стала островом посеред моря Белеґаер.

### Таур-ен-Фарот
Таур-ен-Фарот також Високий Фарот — вкрита лісом височина західніше річки Нароґ, що піднімалась над Нарґотрондом.

### Таур-ім-Дуінат
Таур-ім-Дуінат(синд. Taur-im-Duinat — Ліс Межиріччя) — великий лісовий масив на південь від пагорбів Андрам між річками Сіріон і Ґеліон.

### Тол-Ґален
Тол-Ґален (синд. Tol-Galen — Зелений Острів) — острів на річці Адурант в Оссіріанді, де після повернення мешкали Берен і Лутіен.

### Тол-Сіріон і Тол-ін-Гаурот
Тол-Сіріон — острів на Сіріоні в Сіріоновому Проході, де Фінрод збудував фортецю Мінас-Тіріт. Після Даґор-Браґоллах (Битва Раптового Полум'я) був захоплений Сауроном і отримав назву Тол-ін-Ґаурот (синд. Tol-in-Gaurot — Острів Вовкулаків), оскільки той поселив на ньому вовків-перевертнів та вампірів.

### Тумгалад
Тумгалад — долина між річками Ґінґліт і Нароґ у Західному Белеріанді, де від армії Морґота, яку вів Ґлаурунґ, зазнало поразки військо Нарґотронда.

### Тумладен
Тумладен (синд. Tumladen — Розлога Низовина) — важкодоступна долина між горами Кріссаеґрім, що була дном стародавнього озера, яке висохло під час війн між валарами і Мелькором у Валіанську Епоху. Тривалий час русло Висохлої Річки, що колись витікала з того озера було єдиним проходом у приховану долину. Посеред цієї долини на пагорбі Амон — Ґварет Турґоном було збудоване місто Ґондолін, що постало на згадку про Тіріон на Туні. У Третю Епоху назву Тумладен отримала долина в Ґондорі.

### Фалас
Фалас — західне узбережжя Белеріанду, де в Епоху Дерев оселились синдари, заснувавши там своє королівство з прекрасними приморськими містами Еґларест і Брітомбар. Правив краєм Кірден. Оселившись на березі моря, ці ельфи отримали назву фалатріми. У 473 р. Першої Епохи, через рік після Нірноед-Арноедіад (Битва Незліченних Сліз) весь край, разом з гаванями Еґларест і Брітомбар, був зруйнований армією Морґота.

## Гори, долини, болота та об'єкти інших регіонів Середзем'я

### Аґларонд
Аґларонд (синд. Aglarond — «Сяючі печери») — перша назва фортеці Горнбурґ у Гельмовому Ярі та печер під ним, де у Четверту Епоху ґноми з народу Дуріна на чолі з Ґімлі, сином Ґлоіна заснували місто-державу.

### Азанулбізар
Азанулбізар (кхузд. Asanulbisar — «Темноводдя») — долина у Рованіоні на схід від Імлистих гір біля Східних Воріт Морії. Синдарська назва — Нандугіріон (Темноводдя), також має назву Дімріл або Долина Темних Струмків. У долині розташоване озеро Кгелед-Зарам, у води якого в Першу Епоху зазирнув король ґномів Довгобородів Дурін І Безсмертний, в час коли гноми вперше прийшли в Кгазад-Дум. З озера витікає річка Срібна або Келебрант. У 2799 р. Т. Е. в долині відбулась вирішальна битва війни гномів з орками (2793—2799 рр. Т. Е.). Після перемоги у кровопролитній битві, гноми зрубали весь ліс у долині і на великому вогнищі спалили численні тіла своїх полеглих. Звідси походить вислів про когось з ґном'ячих предків: «Він був спалений ґном». Після того ліси у долині більше не росли.

### Айзенмаут
Айзенмаут або Карах - Анґрен (синд.Karah - Angren - Залізна Паща) - перевал між Ефел - Дуат та Еред - Літуї, що з'єднував Удун та Ґорґорот у Мордорі. Айзенмаут укріплював замок Дуртанґ зведений ґондорцями, що після повернення назгул став орочою фортецею.

### Альмарен
Альмарен (синд. Almaren — «Благословенний») — острів на Великому озері, де жили валар в Епоху Великих Свічад у центрі Арди. Тут зміщувалось світло Свічад. Острів атакував Мелькор, і валар покинули його, відійшовши на захід в землю Аман. На Альмарен Мелькор наслав бурю і хвилі поглинули його. За іншими даними острів вцілів і був перенесений в затоку Балар, де перетворився на Тол-Ересеа, хоч і не ясно як саме.

### Амон - Анвар
Амон - Анвар (синд. Amon-Anvar - Пагорб Благословення)  -  пагорб в Аноріені, на вершині якого був похований Еленділ. У 2510 р. Т. Е. на вершині пагорба перший король Рогану Еорл Юний  приніс наміснику Ґондору Кіріону клятву вірності. Після 2510 року могила Еленділа більше не знаходилась в центрі Ґондору і Кіріон вивіз останки короля в усипальниці Мінас-Тіріту.

### Амон-Ген
Амон-Ген (синд. Amon Hen — «Пагорб Зору») також Овид — пагорб на західному березі Андуїна, розташований на південному кінці озера Нен-Гітоель над водоспадом Раурос. Одна з трьох вершин разом з Амон Лау і Тол Брандір. На його вершині було Крісло Зору, що слугувало пунктом спостереження для огляду кордонів Ґондору. Можливо пост було зведено ще у Другу Епоху.
Біля підніжжя Амон-Ген Боромир намагався відібрати у Фродо Перстень і він втік від нього на вершину, звідки оглядав землі Середзем'я. Саме там він вирішив самому досягти Ородруїна, але його знайшов Сем.

### Амон-Ланк
Амон-Ланк (синд. Amon-Lank — Голий Пагорб) — узвишшя на півдні Великого Зеленолісся, де у Другу Епоху була столиця королівства Орофера і Трандуїла. Наприкінці першого тисячоліття Третьої Епохи була покинута. Близько 1000 року Т. Е. там осів Саурон, що звів на пагорбі замок Дол-Ґулдур. Відтоді Велике Зеленолісся стало називатись Морок-Лісом. Замок був зруйнований у квітні 3019 р. Т. Е. ельфами Лоріену та Морок-Лісу, що був перейменований у Ерін-Ласґален (Ліс Великого Зеленолистя).

### Амон-Лау
Амон-Лау (синд. Amon Lhaw — Пагорб Слуху) також Наслух — один з трьох пагорбів (разом з Амон-Ген і Тол-Брандір) над водоспадом Раурос, що належать до Емін-Муїл.
У давні часи на пагорбі був ґондорський сторожовий пост, де знаходилось «Крісло Слуху». Напередодні Війни Персня пагорб знаходився під тінню Мордору.

### Андраст
Андраст — великий півострів на південний захід від Ґондору, населений возами Друвайт Йауру.

### Анфалас
Анфалас — узбережжя в Ґондорі між гирлом річок Лефнуі та Рінґло, обмежене з півночі пагорбами Пінат-Ґелін. Малонаселена віддалена територія, що зазнавала нападів умбарських піратів.

### Анґмарські гори
Анґмарські гори — північно-західні відроги Імлистих гір, що тягнуться до гори Ґундабад. Входили до складу Анґмару, а після його падіння увійшли до королівства орків Імлистих гір.

### Байндбоул
Байндбоул — ліс у Північній Четі Ширу. Найбільший лісовий масив країни. Назва походить від «Bole», що означає перекручені стовпи, що свідчить також про його густоту.

### Белфалас
Белфалас — узбережжя в Ґондорі між містом Дол-Амрот та островом Тол-Фалас, на честь якого було названо велику південну затоку в Морі. Белфалас розташований на території довгого півострова з високогір'ям у центральній частині. Назва походить від синдарського Falas — берег або пляж, а Bel — є словом нуменорської мови, що має ельфійське походження та означає «великий» або «сильний». У «Володарі Перснів» говориться, що люди, які населяють той край, є високими та гордовитими, з очима кольору морської хвилі і походять від нуменорців. По обидва боки високогір'я Белфалас знаходиться земля Дор-ін-Ерніл, якою правлять князі Дол-Амрота.

### Білі пагорби
Білі пагорби — пасмо пагорбів на заході Ширу. На них розташовані столиця країни Мічел Дельвінґ та село Малий Дельвінґ.

### Брійський пагорб
Брійський пагорб — пагорб у центрі краю Брі, де розташувалось селище Брі — головне поселення.

### Броди Ісену
Броди Ісену — переправи через річку Ісен біля перевалу Грива Рогану, на межі роганського краю Вестфолд, де у лютому 3019 р. Т. Е. орки Сарумана та дунгарці завдали поразки рогіримам яких вів син короля Теодена Теодред (загинув у бою). 2 березня відбулась друга битва у якій рогірими знов зазнали поразки і відступили до Гельмового Яру.

### Бурі або Нічийні землі
Бурі землі або Нічийні землі — рівнини між Морок-Лісом та горами Емін-Муїл. Названі так за бурий відтінок цих земель. Випалені армією Саурона під час Війни Останнього Союзу. До цих подій на цих землях росли сади, що доглядались жінками ентів. Самі жінки ентів після сплюндрування краю відійшли в невідомому напрямку.

### Висохле Плато або Висохла Пустка
Висохле Плато або Висохла Пустка — холодна й пустельна місцевість між двома відгалуженнями Сірих Гір, у їх східній частині. Після Війни Гніву там оселились вцілілі холодні дракони, що вдерлись у Еред-Метрін (Сірі гори) і стали нападати на поселення гномів з клану Довгобородих розташовані у них.

### Гарондор
Гарондор (синд. Harondor — Південний Ґондор) — землі між річками Порос і Гарнен, що входила до складу королівства Ґондор з часів короля Фаластура. Проте наприкінці Третьої Епохи через набіги гарадрімів та умбарських піратів був покинутий.

### Гельмів яр
Гельмів Яр — ущелина на північних схилах Еред - Німрайс (Білі гори), де розташувалось нуменорське і ґондорське (згодом роґанське)  місто - фортеця Горнбург або Ґорне. Назву отримала від роганського короля Гельма, що тримав тут оборону від горян Сірого Краю і загинув взимку 2759 р. Т.Е. 3 - 4 березня 3019 р. Т. Е. до ущелини відступило військо короля Теодена, що билось із орками Сарумана і горянами Сірого Краю. В битві при Ґорне рогірими здобули перемогу.

### Геннет-Аннун
Геннет-Аннун  (синд. Henneth -Annun - Вікно на Захід)  - водоспад і печера в Ітілієні, де слідопити облаштували потаємну криївку після того як у 2594 році Третьої Епохи мешканці покинули край. вода спадала згори в рукотворне озеро. Раніше потік збігав крізь печеру ,  де до нього впадало кілька підземних струмків, але майстри відвели воду і замурували бічні тунелі. Увійти і вийти до печери можна було тільки одним входом ліворуч від водоспаду, що вів крізь короткий тунель до просторого підземного сховища, у якому зберігали зброю та припаси слідопити, котрі вели партизанську війну проти рабів Саурона. Також у Геннет - Аннун вони відпочивали під час затишшя. 7-8 березня 3019 року Третьої Епохи Фарамир привів Фродо і Сема до криївки, перед цим наказавши зав'язати їм очі. Голод привів до озера Голума, що став ловити рибу в ньому і був упійманий слідопитами Фарамира. Син намісника спочатку хотів убити Голума, або вигнати його за межі Ґондору, але на прохання Фродо відпустив хоч і казав що не довіряє їхньому провідникові, особливо після того як дізнався що той веде їх шляхом до Мордору через Кіріт - Унґол.

### Гілдоріен
Гілдоріен (квен. Hildorien — Земля Послідовників тобто Людей) — країна на сході Середзем'я де пробудилися люди. Морґот звабив людей у Гілдоріені служити йому, але три народи аданів і народ Бора зі східнян повстали проти нього і прибули до Белеріанду, де стали васалами ельдарів.

### Гітаеґлір
Див. Імлисті Гори
Гітаеґлір або Імлисті гори - гірський хребет, що простягся з півночі на південь і розділяє Еріадор і Рованіон. Зведений у Першу епоху Мелькором аби перешкодити мандрам вали Ороме. В Імлистих горах розташувались  долина Рівенделл та царство гномів Кгазад-Дум.

### Гори Морок-Лісу
Гори Морок-Лісу — пагорби у східній частині Морок-Лісу, де починались зачарована Чорна Річка та безіменна притока Келдуїну.

### Грива Рогану
Грива Рогану (англ. Gap of Rohan; також Роганські ворота або Ворота Рогану) — перевал між Імлистими та Білими (Еред-Німрайс) горами, крізь який протікала річка Ізен, землі між ними були спірними між дунландцями та рогіримами.
Перевалом проходив старий шлях прокладений ще нуменорцями, що з'єднував Арнор і Гондор, перетинаючи Ісен біля Бродів Ісену.
Перехід через перевал контролювався з фортеці Анґреност або Ісенґард, якою наприкінці Третьої Епохи володів Саруман.

### Грозогори
Грозогори — пасмо пагорбів у Еріадорі розташованих на схід від Брі. Найвищою вершиною є пагорб Вивітрень, де збереглись залишки вежі-фортеці Амон-Сул.

### Ґорґорот
Горгорот (синд. Gorgoroth — «Рівнина привидів») — плато на північному заході Мордору між Ефел-Дуат (Похмурими горами), Еред-Літуі (Горілими горами) та горами Морґуей. В центрі Ґорґороту розташовувався діючий вулкан Ородруїн. В північно-східній частині плато розташовувалась головна твердиня Саурона фортеця Барад-Дур. Мертва і безплідна, засипана вулканічним попелом рівнина. На рівнинах Ґорґороту зосереджувались основні сили армій Мордору. З півдня між горами Морґуей з краю Нурн до Ґорґорота вів широкий прохід. На північному заході між Похмурими та Горілими горами розташовувався вузький перевал Айзенмаут (синд. Karah-Angren — «Залізна Паща»), що був укріплений замком Дуртанг зведеним ґондорцями і перетвореним на фортецю орків. Айзенмаут виходив у гірську долину Удун, звідки інший перевал Кіріт-Ґорґор (синд. Kirit-Gorgor — «Ущелина Жаху») виходив на рівнину Дагорладу. Охороняли Кіріт-Ґорґор гарнізони укріплень Зубів Мордору та Мораннону (Чорні Ворота).

### Даґорлад
Даґорлад (синд. Dagorlad — Поле Битви) — велика рівнина на північ від Еред-Літуі. Наприкінці Другої та протягом Третьої Епох там відбулося декілька битв, найбільшою з яких була битва між силами Останнього Союзу та арміями Саурона у 3434 році Другої Епохи. Пустельний, випалений численними битвами край, засипаний отруйними шлаковими відвалами, нанесеними рабами Саурона. У Даґорладі сходилися північна, південна та східна дороги, що вели до Воріт Мордору.

### Дорвініон
Дорвініон (синд. Dorvinion — Земля Вина) — країна на березі Рунійського моря, на південному сході Рованіону, відома своїми родючими землями та виноградниками. Дорвініонське вино високо цінувалося серед ельфів та людей, його полюбляли королі і намісники Ґондору, володарі Дейлу та Езґароту і король ельфів Морок-Лісу Трандуїл. Дорвініон був заснований як гондорська провінція у часи короля Кіріагера Г'ярмендакіла І (1015—1149 рр. Т. Е.). Після вторгнення Людей Возів у 1856 р. Т. Е., коли всі східні землі Ґондору (крім Ітілієну) було втрачено, Дорвініон став окремим королівством. Можливо саме цим краєм правив король Бладортін, що згадується у повісті «Гобіт або Туди і Звідти».

### Друадан
Докладніше див. Друадани.
Друадан — сосновий ліс у краї Аноріен на півночі королівства Ґондор, де жили вози — один з корінних народів, що були далекими родичами народу Галет. Вождь возів Ґхан-Бурі-Ґхан провів коротким шляхом до обложеного Мінас-Тіріта війська рогіримів, котрі вели король Теоден та його племінник Еомер. В нагороду король Елесар оголосив ліс вільною землею, до якої ніхто не мав права заходити без дозволу племені возів.

### Друвайт Йаур
Друвайт Йаур (Druwait Yaur — Старі землі возів) — у Першу Епоху прибережний край на південному заході Середзем'я між Білими та Синіми горами, населений предками друедейн чи возів (Woses). Внаслідок Війни Гніву край був затоплений водами Белеґаеру, крім земель між річкою Ісен та Еред-Німрайс (Білі Гори). У Другу Епоху більшість возів були витіснені в ліс Друадан людьми Білих гір (можливо тими хто в пізніший час був відомий як плем'я Клятвопорушників), проте, імовірно, що і в уцілілих землях Друвайт Йауру також жили представники цього древнього племені.

### Дунланд або Сірий край
Дунланд або Сірий край — місцевість на південному сході Еріадору в Енедвайті між річками Ґватло (Сіроструй), Ісен, Ґландуін та Імлистими горами населена народом мисливців, що були ворогами рогіримів.

### Емін-Арнен
Емін-Арнен (синд. Emyn Arnen, у перекладі — «Пагорби-біля-Води») - пагорби у центральній частині Ітілієну на південь від Осґіліату. Вони розташовувалися напроти Мінас-Тіріта біля закруту річки.
З цієї місцини походив рід пізніших Намісників Ґондору. Емін-Арнен був домом знатної нуменоріанської родини, до якої належав Гурін, що його Король Мінарділ призначив своїм Намісником. Пізніше королі Ґондору обирали своїх намісників лише серед нащадків Гуріна, і, урешті-решт, ґондорське намісництво стало спадковим (намісники ж бо самі називали себе членами Дому Гуріна).
Після Війни Перстеня Емін-Арнен було передано у володіння Фарамиру, Князю Ітілієна, Наміснику Короля Елесара. На цих пагорбах Фарамир звів нове місто — фортецю, що замінила непридатний для проживання Мінас — Моргул.

### Емін-Берайд
Емін-Берайд (синд. Emin-Beraid — Вежові Пагорби) — пасмо пагорбів на заході Еріадору. Розташовані у 30 нуменорських милях від Сірих Гаваней і 50 милях від Білих пагорбів на межі Ширу. Найвища вежа мала назву Елостіріон, де зберігався палантир. В давні часи він показував землі Аману, але, після катастрофи, що спричинила затоплення Нуменора, в нього було видно лише Велике Море. Тим не менше король Еленділ, за наказом якого було зведено вежу Елостіріон (за іншими даними її збудував Гіл-Галад для Еленділа), іноді приходив до неї і довго вдивлявся в камінь. Іноді йому здавалось, що за морською імлою він бачив нечіткі обриси острова Тол-Ересеа. Проте ельфи могли бачити далі ніж люди, а тому часто здійснювали паломництва до веж пагорбів Емін-Берайд аби побачити нев'янучі землі, що після падіння Нуменора були розташовані поза межами матеріального світу. Після загибелі Еленділа та Гіл-Галада башту і палантир оберігали ельфи Ліндона на чолі з Кірданом Мореплавцем.
На початку Четвертої Епохи едиктом короля Елессара землі між Вежовими та Білими пагорбами увійшли до складу Ширу під назвою Західне Узграниччя. Дочка Семвайза Ґемджі Еланор та її чоловік Фастред з Травгольму переселились у селище Недовишки на східних схилах пагорбів, давши початок родині Сторожів Західного Узграниччя.

### Емін-Муїл
Емін-Муїл (синд. Emin Muil, англ. Dear Hills — «Похмурі пагорби») — скелясте важкопрохідне гірське пасмо розташоване по обох берегах озера Нен-Гітоель у руслі Андуїну. У давнину були добре укріплені ґондорцями для захисту від ворожого нападу з північного сходу. На західному березі Нен-Гітоель на пагорбі Амон-Ген (Овид) та на східному Амон-Ло (Наслух) були зведені сторожові вежі.
У «Двох Вежах» розповідається, як Фродо і Сем, намагаючись потрапити до Чорних Воріт Мордору заблукали на кілька днів у східній частині Емін-Муїл, допоки їх не знайшов Голум.

### Еред-Енґрін (Залізні гори)
Еред-Енґрін (синд. Ered-Engrin — Залізні Гори) — гірський хребет створений Мелькором на крайній півночі Середзем'я, що оперезував його північні володіння — Дор-Даеделос і прикривав підступи до фортець Утумно і Анґбанд. Гори сполучались з Еред-Луін (Сині гори) на заході та Орокарнами (Червоні гори) на сході. Зруйновані під час Війни Гніву. Залишками їх є Еред-Метрін Півночі (Сірі гори) та Залізні пагорби.

### Еред-Німрайс (Білі Гори)
Еред-Німрайс (синд. Ered-Nimrays — Білі Гори) — гірський масив розташований у центральному Середзем'ї між землями Ґондору, Рогану та гондорським краєм Аноріен. Другий за протяжністю гірський хребет Середзем'я, довжина його — 600 миль (близько 1000 кілометрів). Враховуючи те що більшість вершин покриті снігом, їх висота аж ніяк не менше 9500 футів (2900 метрів). Гори були практично непрохідними, єдиною скрізною стежкою був Шлях Мертвих від фортеці Дунхарґ (Роган) до пагорба Ерех у верхів'ях річки Мортонд (Ґондор). Найвищі вершини Ірезанґа, Міндолуін, Двімморберґ, Трайґірн та Старкгорн. На заході доходять до мису Андраст, обмежуючи землі Ґондору. З високогір'я збігають річки Лефнуі, Адорн, Мортонд, Еруі, Сіріт, Келос, Джілрейн, Кіріл, Сніжиця (Сноуборн), Рінґло. З північно-західного боку Білі та Імлисті Гори розділяє перевал Грива Рогану. На півночі Білих Гір, у Гельмовому Ярі, стоїть фортеця Горнбурґ, під якою розташовані печери Аґларонд (Сяючі), де у Четверту Епоху гноми Народу Дьюріна на чолі з Ґімлі, сином Ґлоіна заснували королівство. Трохи південніше підніжжя гір розташоване місто Едорас — столиця королівства Роганська Марка. На сході, на відрозі гори Міндолуін, знаходиться місто-фортеця Мінас-Тіріт (до 1640 р. Т. Е. — Мінас-Анор).

### Еред-Мітрін Півночі (Сірі гори Півночі)
Е́ред-Мі́трін (англ. Ered-Mithrin, з синдарину — Сірі Гори) — гірський хребет розташований на північ від Еребора, на схід від Імлистих гір і на захід від Залізних Пагорбів. Разом із Залізними Пагорбами є залишком Залізних Гір зруйнованих під час Війни Гніву. На сході між двома відгалуженнями гір розташоване Висохле плато, де жили дракони. На стику з Імлистими горами розташовувалось королівство Анґмар, а після його падіння — королівство орків Імлистих гір. У часи Торіна І там оселились гноми з Народу Дуріна, але через драконів вони були змушені переселитись на Еребор і Залізні пагорби. В часи описані у повісті «Гобіт або Туди й Звідти» (2941 р. Т. Е.) у Сірих Горах жили орки найгірших порід (гірські орки, гобліни та гобгобліни). Після битви П'яти Армій Ґандальф, Більбо Торбин та Беорн вздовж Сірих Гір обійшли з півночі Морок-Ліс, оскільки більшість орків згинули у битві.

### Еред-Мітрін у Гараді (Сірі гори Півдня)
Сірі гори в Гараді — гірський хребет у Ближньому Гараді розташований на березі Белеґаеру. Внаслідок Війни Гніву землі західніше Сірих гір на 10-20 кілометрів були затоплені. На північ від гір розташовувався край Офір, де оселились чорні нуменорці.

### Еред-Літуї (Попільні гори)
Еред-Літуї (синд. Ered-Lithui) або Попільні Гори (Ash Mountains) — гірський хребет, що відокремлював з півночі Мордор від Рованіону. Назва походить від шару вулканічного попелу з Ородруїну, що вкривав їх. Лиш вузький прохід Кіріт-Горгор між Еред-Літуї та Ефел-Дуат, укріплений Зубами Мордору та Моранноном (Чорні Ворота), вів до чорної країни.

### Еред-Луїн (Сині Гори)
Еред-Луїн (синд. Ered-Luin — «Сині Гори»), у Першу Епоху південна частина мала назву Еред-Ліндон (Ered-Lindon — «Гори Музики») — гірський хребет, що до Війни Гніву розмежовував землі Белеріанду та Еріадору, а після неї — Ліндон і Еріадор. У час Епохи Дерев під горою Долмед пробудилися двоє з Праотців Ґномів. Вони були вождями двох західних гном'ячих народів — Вогнебородів і Широкозадів, що заснували у горах великі міста Ноґрод і Белеґост. Після Війни Гніву гори на півдні розламались і у серединній частині хребта утворилась Лунська затока, названа від нового гирла річки Лун (Синя). Міста Ноґрод і Белеґост були зруйновані, а їх мешканці переселились до Кгазад-Дума. На вцілілих від затоплення землях Тарґеліону і Оссіріанду було засновано ельфійське королівство Ліндон.
Після пробудження балроґа і залишення Кгазад-Думу багато Вогнебородів і Широкозадів повернулись у Сині Гори, а після захоплення Еребору драконом Смоґом з часом у горах оселились ґноми Довгобороди на чолі з Торіном II Дубощитом, що заснували місто Зали Торіна біля колишнього Белеґоста.

### Ерех

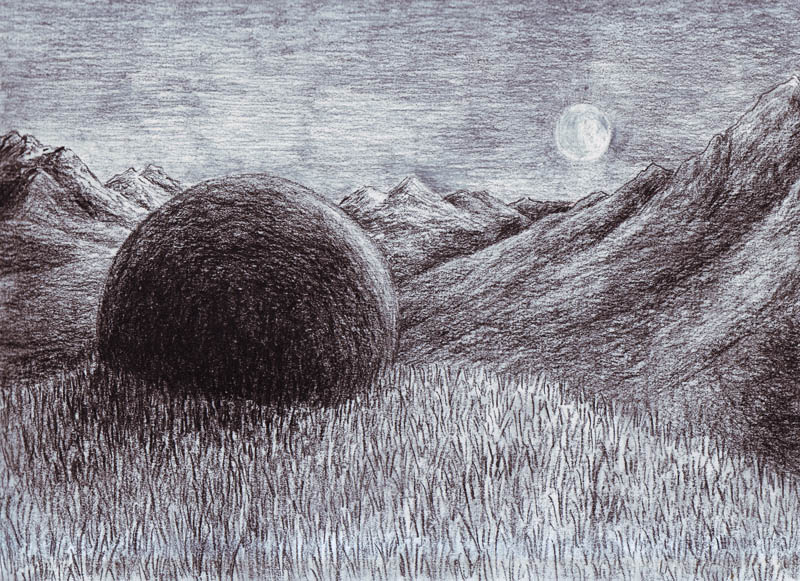
Ерех-камінь

Пагорб біля витоків річки Мортонд, на якому Ісілдур встановив Чорний Камінь, який привіз до Середзем'я з Нуменору. Місцеві племена, які доводилися нащадками галадінам та людям Сірого Краю, а також були далекою ріднею дунаданам, присягнули на вірність Ісілдуру на камені, однак зрадили його та були ним прокляті. Після своєї смерті вони залишилися примарами й відтоді стали відомі як Мертві Люди з Гірського Скиту. Пагорб Ереху був їхнім місцем збору, а тому землі навколо нього лишилися незаселеними, доки Мертвих не скликав Арагорн, аби вони могли виконати свою клятву та знайти спокій. Слово «Ерех», можливо, збереглося від народу, який жив у цій місцевості до приходу нуменорців, і значення його не відоме.

### Ерін-Ворн
Ерін-Ворн (синд. Erin-Vorn — Чорний Ліс) — вкритий лісом півострів у південному Еріадорі. Західний кінець краю Мінгіріат. Разом з Пралісом та Фанґорном був залишком великого лісового масиву, що у Першу та Другу Епохи вкривав більшу частину Еріадору. Значну частину цього лісу вирубали нуменорці на корабельний матеріал. Решту спалили полчища Саурона під час його війни з ельфами у 1695—1700 рр. Д. Е. В Ерін-Ворні жили мисливці нащадки аборигенів Мінгіріату, що вціліли у війнах з нуменорцями та Сауроном. У 3320 р. Другої Епохи край увійшов до складу Арнору, а після 871 р. Третьої Епохи — Кардолану, що існував до 1409 р. Т. Е.

### Етір
Етірські плавні, Етір - Андуїн — дельта річки Андуїн біля її впадіння в затоку Белфалас. Береги Етіру населяють ґондорські рибалки.

### Еттенблат або Троляче нагір'я
Еттенблат або Троляче нагір'я — гірський хребет на півночі Еріадору, порослий буковим лісом розташований на захід від Рівендолу між річками Мітейтіль і Бруїнен. З 3320 р. Д. Е. територія нагір'я входила до складу королівства Арнор, а у 871—1409 рр. Т. Е. — була центром королівства Рудаур. Після знищення Рудауру у горах оселились кам'яні тролі, що нападали на мандрівників, які йшли Великим Східним Трактом. Так, три тролі у 2941 р. Т. Е. захопили загін Торіна Дубощита разом з Більбо Торбином. Восени 3018 р. Т. Е. Фродо Торбин і його товариші знайшли цих скам'янілих тролів на шляху до Рівендолу.

### Еттенмурс або Еттенські болота
Еттенмурс або Еттенські болота — болотиста безплідна місцевість на Еттенблаті. В Еттенмурсі у 1975 р. Т. Е. ельфи Ліндона, ґондорці та вцілілі артедайнці розгромили військо Короля-Чаклуна, що втік до Мордору. Після знищення королівства Анґмар в цій місцевості оселилися тролі.

### Ефель-Дуат (Гори Тіні)
Ефель-Дуат (англ. Efel-Duath, з синдарину — «Стіна Тіні») або Гори Тіні (англ. Mountains of Shadow) — гірський хребет, що оперізував з півдня та заходу землі Мордору. На північному заході гори зустрічаються з Еред-Літуї, утворюючи перевал Кіріт-Ґорґор та долину Удун. На схилах гір розташувалась Морґульська долина з містом-фортецею Мінас-Морґул, по якій тече отруйна річка Морґулдуїн. Над нею розташований перевал Кіріт-Унґол, де жила гігантська павучиха Шелоб, що веде до фортеці Кіріт-Унґол. З півдня з гір витікає притока Андуїну річка Порос, а на схід декілька річок, що впадають у внутрішнє море Нурнен.

### Ірисні Поля
Ірисні Поля (англ. Gladden Fields), синдаринська назва Лоед-Нінґлорон (англ. Loed Ningloron) — болотиста низовина в середній течії Андуїну, розташована у гирлі річки Ірисної, де тривалий час жили гобіти-стурси. У 2 р. Т. Е. мордорські орки в Ірисних Полях знищили військо Ісілдура, крім трьох людей, котрим вдалось врятуватись. Сам Ісілдур намагався невидимкою переплисти Андуїн, але Перстень зрадив його, зіслизнувши з пальця і орки вбили короля стрілами. Перстень пролежав на дні річки Андуїн двадцять п'ять століть, доки не був знайдений гобітом Деаґолом з племені стурсів, якого вбив його друг Смеаґол, що заволодів Перснем.

### Кам'яновізна долина
Кам'яновізна долина, синдаринська назва Імрат-Ґондрайх (англ. Imrath Gondraich) — вузька довга ущелина на північних схилах Білих Гір, що пролягає зі сходу на захід позаду хребта, що переходив у пагорби Амон-Діну, Ейленаху та Нардолу і був укритий Друаданським лісом. Нижня частина долини була вирівняна ґондорцями в давнину, коли було збудовано широку дорогу, по якій їхали вози з камінням від кар'єрів до самого Мінас-Тіріта. Наприкінці Третьої Епохи вона перестала бути потрібною і остаточно заросла.

### Комарячі Твані
Комарячі Твані — болотиста низовина на схід від Земель Брі та Четвуда. Заболочена заплава маленької річки. Назва походить від великої кількості комарів. Фродо Торбин, його супутники та Араґорн перетнули Комарячі Твані на початку жовтня 3018 р. Т. Е.

### Кормаленське поле
Кормаленське поле — квітуча і зелена галявина в Ітілієні біля криївки Геннет-Аннун, де після остаточної перемоги над Сауроном відбулись святкові урочистості. Крізь Кормаленське поле протікав потічок, що спадав водоспадом з Геннет-Аннун і впадав у Андуїн напроти острова Каїр-Андрос.

### Кіріт - Ґорґор
Кіріт - Ґорґор (синд. Kirit - Gorgor - Ущелина Жаху) - перевал між  Ефел - Дуат та Еред - Літуї, що з'єднував Мордор і Даґорлад.  На перевалі були збудовані Чорні Ворота (синд. Moranonn) та башти Зуби Мордору, першим гарнізоном яких були війська Ґондору, а після повернення Саурона до Мордору орки та люди, що служили Темному Володарю.

### Ламедон
Ламедон — область у Ґондорі, утворена кількома гірськими долинами на південних схилах Білих Гір, яка була відділена високогір'ями від Белфаласу. У Ламедоні знаходився витік річки Кіріл. Центром краю було місто Лінгір. У час Війни Персня краєм правив Анґбор. Через загрозу умбарських піратів вони надіслали кілька похмурих горян, що не мали командира. З появою Араґорна з Армією Мертвих загін Анґборна рушив разом з ними до Пеларґіра, де після перемоги над умбарськими піратами, на захоплених кораблях відплив до Мінас-Тіріта і взяв участь у Пеленнорській битві.

### Лебедині Плавні
Лебедині Плавні (англ. Swanfleet), синдаринський варіант Нін-І-Ейльф (англ. Nin-I-Eilf) — заболочена низовина у дельті річки Гландуїн, що зливається з річкою Мітейтель (Сиводжерельною) у Сірий Потік або Ґватло. Гобіти з племені хватів оселились в ній після втечі з Ірисних Полів через тінь, що впала на Морок-Ліс до Великої моровиці 1636 р. Т. Е., після чого одна їх частина переселилась до Ширу, а інша — повернулась назад в Ірисні Поля. На схід від Лебединих Плавнів є водоспад біля нього розташований брід і шлях до місця, де колись стояло місто нолдорів Ереґіону Ост-ін-Енділ.
На деяких картах Середзем'я як «Лебедині Плавні» були помилково позначені Ґландуїн або Ісен, але топонім Лебедині Плавні стосується тільки до цих боліт.

### Лебеннін
Лебеннін (англ. Lebennin, з синдарину — «П'ять потоків») — одна з найбільш густонаселених земель у центрі Ґондору. Назва походить від п'яти річок що починались на південних схилах Білих Гір, і течуть по території краю Еруї, Сіріт, Келос, Серна та Ґілраїн. Біля гирла Андуїну живуть рибалки. Центром краю є місто Пеларґір. Населення краю складають нащадки нуменорців та низькорослі смагляві люди, що походять від одного з корінних народів Другої Епохи.

### Лісовий Кут
Лісовий Кут — невеличкий лісовий масив у Ширі, у Східній Чверті. Розташований між межею з Південною чвертю та областю Прилуки. З Лісового Кута витікає річка Колодяний Струмок.

### Літлад
Літлад (синд. Litlad  — «Попеляста рівнина») — велика рівнина розташована на південний схід від плато Горгорот. Вулканічний попіл збагатив край і зробив його придатним для сухого землеробства.

### Лосарнах
Лосарнах — густонаселена область з лісами та квітучими долинами на південь від Мінас-Тіріта. Розташована між Білими Горами та Андуїним. Через неї протікає річка Еруї та проходить дорога, що веде з Мінас-Тіріта в Лебеннін. Тут знаходиться долина Імлот-Мелуї, відома своїми трояндами. Звідси на ринки Мінас-Тіріта везли трави. Також тут ріс ателас (королівський листок), хоч місцеві не знали про його цілющі властивості. Сюди переселилась більшість населення Ітіліену, а напередодні облоги Мінас-Тіріта були відправлені жінки та діти.

### Мітрам
Мітрам - гірський хребет у Мордорі, відроги Еред-Літуї. Розділяє Плато Горгорот, Літлад та Нурн.

### Мертві Болота
Мертві Болота — відгалуження боліт Ніндальфу. Розташовані на південний схід від плоскогір'я Емін-Муїл. Під час битви між силами Останнього Союзу та арміями Саурона у 3434 р. Д. Е. тут бились і загинули більшість ельфійських військ королів Орофера (батька Трандуїла) та Амдіра (батька Амрота). Відтоді поле битви затопили болота і у їх трясовинах були видні образи загиблих ельфів, людей та орків (це були лише образи, а не тіла — Ґолум намагався дістати їх, але не зміг). Прототипом Мертвих Боліт стали болота на півночі Франції, які бачив Толкін після битви на Соммі.

### Могильники Тірн-Ґортад
Могильники Тірн-Ґортад (синд. Tyrn-Gortad; англ.Barow-downs; у деяких варіантах перекладу Кургани) — гряда курганів в Еріадорі, між Пралісом та селищем Брі, у верхів'ях річки Верболозки. На вершинах курганів стояли гостроконечні камені. Насипані у Першу Епоху предками аданів як поховання своїх вождів, так само як і пагорби Евендім біля озера Ненуіал. З приходом в Еріадор східнян ці люди відійшли в Белеріанд, але після Війни Гніву вони повернулись у Еріадор і оселились у Тірн-Ґортаді. Також у Другу Епоху тут оселились нуменорці, що вважали кургани священними похованнями своїх предків, а людей, котрі мешкали серед них — своїми родичами. У 3320 р. Д. Е. Еленділ включив ці землі до складу Північного королівства Арнор. Після розпаду Арнору у 871 р. Т. Е. Тірн-Гортад дістався королям Кардолану. Після вторгнення анґмарців і до 1409 р. Т. Е. в Тірн-Ґортаді розташовувалось столичне поселення Кардолану — міцно укріплена фортеця. У 1636 р. від чуми майже все його населення вимерло і місце отримало назву Могильники. Король Анґмару оселив у них Примар (або Умертвіїв), що були духами загиблих у бою з анґмарцями воїнів, викликаних лиходійськими чарами Проводаря Назґулів. У 1850-х роках Т. Е. король Артедайну Аравал намагався знов заселити місцевість, але Примари не дали йому зробити цього.
У вересні 3018 р. Т. Е. Фродо Торбин та його супутники при перетині Могильників потрапили в зачарований туман і були схоплені Примарами Могильників, що віднесли їх у поховання останнього кардоланського принца, загиблого у війні 1409 р. Т. Е. З Могильника їх виручив Том Бомбадил, якого піснею закликав Фродо. Він відтяв руку одному з Умертвіїв, а інші розбіглись. У Тірн-Ґортаді Том дістав з Кургану мечі і подарував їх гобітам, одним з цих мечів Фродо відсік шмат плаща Проводаря Назґулів на вершині пагорба Грозогори, а Меррі разом з Еовін вбив його у битві на полях Пеленнору. Мечем з Могильника Піппін убив предводителя гірських тролів у битві біля Мораннону.

### Морґаї
Морґаї (англ. Morgai, варіант перекладу «Моргей») — гірський хребет у Мордорі, східні відроги Ефель-Дуат.

### Ніндальф або Мокрінь
Ніндальф або Мокрінь — заболочена низовина між Андуїним, Емін-Муїл та Ітілієном.

### Нурн
Нурн — край на півдні Мордору, довкола солоного озера відомого під назвою море Нурнен. На його землях велося сільське господарство, продукти якого йшли на прогодування армій Мордору. Після остаточного падіння Саурона у 3019 році Третьої Епохи король Елесар віддав ці землі його колишнім рабам.

### Орокарни
Орокарни (синд. Orocarni — Червоні Гори) — гірський хребет на сході Середзем'я, мали червонуватий відтінок звідки й походить назва. Південні відроги гір доходили до моря Гелкар та його затоки-озера Куївіенен, де пробудились ельфи. З гір до Куївіенену впадали численні річки та струмки. У горах пробудились праотці чотирьох ґном'ячих народів — Залізноруких, Жорсткобородих, Чорноволосих і Кам'яноногих. Відстань від Імлистих гір до Орокарнів складала понад 1000 кілометрів. За горами знаходився Гільдоріен, де пробудились люди. Чи збереглись Орокарни після Війни Гніву, невідомо.

### Останній міст
Останній міст (англ. Last Bridge) — міст через річку Сиводжерельну або Мітейтель, частина Великої Східної Дороги. Міст служив важливим пунктом на шляху з Брі в Рівенділ, оскільки перебував у середині шляху у приблизно тижні переходу. Більбо Торбин, гноми та Ґандальф перетнули цей міст у «Гобіті», хоч його назва в повісті не згадується, а їх зустріч відбулась біля нього. У «Братстві Персня» Араґорн знайшов на мосту берил, залишений Глорфінделом — як попередження, що назґули шукають носія Персня уздовж Великого Східного Шляху. Ґлорфіндел уступив у бій з назгулами на мосту: для того, щоб дозволити гобітам і Араґорну безперешкодно досягти Рівендолу.

### Парт-Ґален
Парт-Ґален (англ. Parth Galen, з синдарину — «Зелений Поріг»; варіант перекладу — «Порт Гален») — зелена галявина над водоспадом Рерос біля підніжжя Амон-Ген на західному березі Андуїну. Тут відбувся конфлікт між Фродо та Боромиром, що спричинив розкол Братства Персня. Тут Боромир прийняв свій останній бій з урук-гаями Сарумана і Саурона та морійськими орками і помер від ран.

### Пеленнор
Пеленнор (синд. Pelennor — Огороджена Рівнина) — прекрасна і родюча рівнина неподалік від Мінас-Тіріта. Після захоплення Мінас-Ітіля назґулами огороджена стіною Раммас-Егор для захисту від ворогів. Напередодні облоги Мінас-Тіріта занедбаний Раммас-Егор був відновлений за наказом Денетора ІІ. На полях Пеленнора відбулась вирішальна битва Війни Персня в якій ґондорці та рогірими здобули перемогу над полчищами Ворога. Після війни Раммас-Егор було відбудовано зусиллями ґномів Еребора яких привів Ґімлі, син Ґлоіна.

### Північне нагір'я
Північне нагір'я — пасмо високих пагорбів розташоване на півночі Еріадору. На них розташовувалось місто Форност, що у 871—1974 рр. Т. Е. було столицею королівства Артедайн.

### Поле Келебранта
Поле Келебранта (англ. Fled of Celebrant) — рівнинна область між Андуїним Лотлоріеном, Світлимою (Лімлайт) та Імлистими горами. Назву отримала від ельфійського топоніма річки Срібної (Келебрант), що тече Лотлоріеном. У 2510 р. Т. Е. на полях Келебранта еотеоди на чолі з Еорлом Юним та ґондорці з намісником Кіріоном розбили племена балготів.

### Піннат-Ґелін
Піннат-Ґелін (синд. Pinnat Gelin — Зелені Пагорби) — пагорби на сході Ґондору між Білими Горами і Анфаласом. З цієї місцевості на оборону Мінас-Тіріта прийшли 300 ратників на чолі з князем Гірлуіном.

### Піно Рун
Піно Рун (синд. Pino Run — Східні пагорби) — гори на західному березі Рунійського моря у краї Рованіон, де розташоване місто ґномів Нурункгізідін.

### Саммат Наур
Саммат Наур (синд. Sammat Naur — Чертоги Вогню) — печера в надрах Ородруїна створена Сауроном у Другу Епоху. Тут у Щілині Фатуму Саурон викував Єдиний Перстень близько 1600 року Другої Епохи. Саммат Наур була кінцевим пунктом для Фродо Торбина. Загибель Єдиного Персня разом з Ґолумом призвела до вибуху Ородруїна і знищення Саммат Наур.

### Сарнський Брід
Див: Південна Чверть Ширу.

### Старий Брід
Старий Брід (англ. Old Ford) — місце переходу через Андуїн у 40 милях (460 кілометрів) униз по річці від Каррока, у старі часи в цьому місці був кам'яний міст, але наприкінці Третьої Епохи міст зруйнувався і перетин річки здійснювався через простий брід.

### Стиглі Пагорби
Стиглі Пагорби (англ. Coldfelles) — височина на захід від Імлистих Гір і на південь від Еттенблату, відокремленого від нього північним рукавом річки Бруїнен.

### Таур Ромен
Таур Ромен (синд. Taur Romen — Східний Ліс) — ліс на східному березі Рунійського моря у краї Рун.

### Тол Брандір
Див: Андуїн.
Тол-Брандір — великий острів у середній частині Андуїну, на півдні заплавного озера Нен Ґітоель, розташованого серед невисоких гір Емін-Майл. На береги острова ніколи не ступали ні людина, ні звір, лише гніздилися птахи.

### Тол Фалас
Див: Ґондор.
Тол Фалас - острів у Великому Морі неподалік від гирла Андуїна, який розташовувався між двома мисами Белфаласу та Південним Гондором. Назва походить від синдарінських слів «тол», острів та «фалас», берег. У одній з чернеток Толкіна згадується, що спочатку Толфалас був набагато більшим, однак унаслідок повені, викликаної затопленням Нуменору, його було майже зруйновано, і острів перетворився на безплідну та самотню скелю серед води

### Тумладен
Див: Ґондор.
Тумладен — долина через яку проходить південна дорога з Мінас-Тіріта до Лебенніна. Про ці місця нічого більше не говориться, крім того, що назва «Тумладен» перекладається як «Широка долина». Названа на честь заповідної долини Тумладен на заході Белеріанду, де розташувалось потаємне місто Гондолін.

### Удун
Удун (синд. Udûn — «Пекло», «Підземля») — глибока долина на північному заході Мордору, що розташовувалася на південь від Мораннону. Назва цієї місцевості повторює синдаринський варіант найменування цитаделі Морґота Утумно (саме синдаринську форму вживає Ґандальф у Морії, кажучи балроґу про «полум'я Удуна»). З півдня Удун був відділений від решти території Мордору відрогами Ефель-Дуат та Еред-Літуї, які у цьому місці також майже сходилися, утворюючи прохід Карах-Анґрен або ж Айзенмаут. На західному краї Удуну в передгір'ях Ефель-Дуат знаходився замок Дуртганґ.

### Фірієнський ліс
Ліс на кордоні Гондору та Рогану, також знаний як Фірієнгольт, через який протікав Порубіжний струмок. Білі Гори знаходилися на південь від лісу, і на Галіфірієні, одній з вершин, знаходилася могила Еленділа.

### Фородвайт
Фородвайт — суворий холодний край на півночі, розташований за Сірими горами у колишніх володіннях Моргота, населений людьми Фородвайта.

### Узбережжя Форохел
Узбережжя Форохел — холодний край на заході Фородвайту, на березі Форохельської затоки біля вічної криги. З півночі затоку обрамлює Великий Форохельський Мис. Населений лосотами (синд. Lossoth — «люди снігів») — нащадками людей Першої Епохи, що не були пов'язані ні з аданами, ні з східнянами. У 1974 р. Т. Е. у Форохел з залишками свого війська відступив останній король Артедайну Арведуї, лосоти прийняли його, хоч і боялися володаря Анґмара, що міг наслати на них снігову бурю. На його пошуки Кірдан Корабельник надіслав корабель, що знайшов короля. Вождь лосотів відраджував Арведуї від якнайшвидшого відплиття, говорячи що краще зачекати до весни, коли сили Короля-Чаклуна слабшають. Однак король не послухав його, і лиш тільки судно відпливло, як налетів сніжний буран і корабель занесло між торосами, що розчавили його і він затонув разом з усіма хто був на борту.

### Чет-ліс
Чет-ліс — невеличкий лісовий масив на сході земель Брі. Біля нього розташувалось одне з селищ краю — Арчет.

### Щілина Фатуму
Щілина Фатуму - вулканічна розколина наповнена лавою в надрах Ородруїна у печері Саммат Наур, де у вогні вулкану в середині Другої Епохи Саурон викував Єдиний Перстень. Саме туди мав дістатись Фродо аби знищити Перстень.  Від Барад - Дура до Щілини Фатуму була прокладена дорога, що засипалася або руйнувалася частими виверженнями гори,  але вона відбудовувалась руками незчисленної кількості орків. У третій частині роману "Поверненні короля" Щілина Фатуму описана як  тріщина що розколювала стіни і підлогу печери, яка йшла у надра вулкану. З надр  розколини, від лави що її заповнювала, піднімалося червоне світло, що було єдиним джерелом освітлення, позаяк в серці Мордору, під дією чар Саурона,
навіть фіал Ґаладріелі не світив. У Щілину Фатуму впав Ґолум разом з пальцем Фродо, завершивши таким чином місію Хранителів Персня.

## Річки Белеріанду

### Адурант
Адурант (синд. Adurant — Подвійний потік) — найпівденніша з шести приток Ґеліону в Оссіріанді. Назва походить від поділу русла на два рукави, що утворювали острів Тол-Гален, де після повернення оселились Берен і Лутіен.

### Арос
Арос — велика річка, що починалась у Дортоніоні і обтікала Доріат зі сходу та півдня, впадаючи у Сіріон вище Аелін-Уїал.

### Аскар (Ратлоріель)
Аскар (синд. Askar — Кваплива, Бурхлива) — найпівнічніша з шести приток Ґеліону в Оссіріанді. Після битви нандорів та ентів з ґномами Ноґрода, що розорили Доріат при Сарн-Атраді у ній втопили награбовані ґномами скарби Зачарованого королівства і річка отримала назву Ратлоріель (синд. Ratloriell — Золотодонна).

### Брілтор
Брілтор (синд. Briltor — Сяйливий потік) — четверта притока Ґеліону в Оссіріанді.

### Брітон
Брітон — річка у Фаласі, що впадала у Велике Море (Белеґаер) неподалік від міста Брітомбар.

### Великий Ґеліон
Великий Ґеліон — один з двох рукавів, що зливались у річку Ґеліон. Витікав з західного схилу гори Рерір.

### Висохла Річка
Висохла Річка — русло річки (притока Сіріону) що витікала з-під Окружних Гір, з озера що колись існувало на місці долини Тумладен, де народ Тургона збудував місто Гондолін. Тривалий час витік Висохлої Річки був єдиним входом до Прихованої Долини.

### Ґеліон
Ґеліон — велика річка у Східному Белеріанді, що утворювалась з двох потоків Великий Ґеліон (розпочинався на схилі гори Рерір) та Малий Геліон (розпочинався на пагорбі Ґімрінґ). З Синіх Гір до Ґеліону впадали шість річок Оссіріанду Аскар (згодом Ратлоріель), Талос, Леґолін, Брілтор, Дуілвен та Адурант. Ґеліон впадав у Велике Море (Белеґаер), будучи вдвічі довшим за Сіріон, однак не настільки широким і повноводним, бо в Гітлумі і Дортоніоні, водами яких живився Сіріон випадало значно більше опадів ніж на сході.

### Ґінгліґ
Ґінгліґ — річка в Західному Белеріанді, що впадала в Нароґ вище від Нарґотронда.

### Дуілвен
Дуілвен — п'ята притока Ґеліону в Оссіріанді.

### Есгалдуін
Есгалдуін (синд. Esgalduin — Річка під Покровом) — річка у Доріаті, що розділяла ліси Нелдорету і Реґіону та впадала в Сіріон.

### Келон
Келон (синд. Kelon — Потік, що збігає з верховин) — річка що витікала біля пагорба Ґімрінґ і впадала в Арос.

### Келеброс
Келеброс (синд. Celebros — «Срібляста Піна») — притока Тейґліну, що протікала біля лісу Бретіль. Біля гирла Келебросу Турін убив дракона Ґлаурунґа. За версією, викладеною у «Війні Самоцвітів» Ніенор Нініель покінчила життя самогубством, стрибнувши в Келеброс. На Келебросі був розташований водоспад Дімрост (синд. Dimrost — «Дощові Сходи»), над ним галадини збудували дерев'яний міст, що вів до Бретіля. З мосту відкривався широкий краєвид, що включав Ущелини Тейґліну, що розташувались у двох милях від нього. Коли Нініель уперше привели в Бретіль, то, озирнувшись на місцину з мосту, вона стала неконтрольовано дрижати, так сильно, що назву водоспаду стали змінили на Нен-Ґіріт (синд. Nen-Girit — «Дрижача Вода)». Лише пізніше виявилась причина її пророчого страху: ущелини, що вона бачила з мосту, згодом стали місцем її трагічної загибелі.

### Кіріт-Нінніах
Кіріт-Нінніах (синд. Kirit-Ninniah — Веселкова Розколина) — потічок на дні однойменної ущелини, що розпочинався на західних пагорбах Дор-Ломіну і впадав у затоку Дренґіст.

### Малдуїн
Малдуїн (синд. Malduin — Жовта Річка) — притока Тейґліну.

### Малий Ґеліон
Малий Ґеліон — один з двох рукавів, що зливались у річку Ґеліон. Витікав з пагорба ҐімрінҐ.

### Міндеб
Міндеб — притока Сіріону, що текла між Дімбаром і Лісом Нелдорет.

### Нароґ
Нароґ — найбільша річка Західного Белеріанду, що починалась з озера Ейтель-Іврін під Еред-Ветрін (Гори Тіні) і впадала до Сіріону у Нан-Татрені.

### Нен-Лалайт
Нен-Лалайт (синд. Nen-Lalait — Сміх) — річка що протікала біля пагорба Амон-Дартір у Дор-Ломіні, де жив Гурін.

### Неннінґ
Неннінґ — річка у Фаласі, що впадала у Велике Море (Белеґаер) біля міста Еґларест.

### Рівіл
Рівіл — потік у Дортоніоні, що впадав у Сіріон біля Твані Сірех.

### Рінґвіл
Рінґвіл — потік що впадав у Нароґ у Нарґотронді.

### Сіріон
Сіріон (синд. Sirion — Великий Потік) — найширша і найповноводніша річка в Белеріанді, що текла з півночі на південь. Починалась на схилах Еред-Ветрін (Гори Тіні) в місцевості Ейтель-Сіріон, де розташувалась фортеця Фінґолфіна, протікала крізь Твані Сірех, Сіріонів Прохід, в середній частині якого розташовувався острів Тол-Сіріон з фортецею Мінас-Тіріт, яку звів Фінрод Фелаґунд. Далі Сіріон обтікав Егоріат і біг уздовж Лісу Бретіль, Дімбару та Доріату. Протікав крізь Болото Сіріону та Аелін-Віал (Сутінкові Озера) і водоспадом (Водоспад Сіріону) вливався у підземну галерею під грядою пагорбів Андрам і через три ліги виходив на поверхню крізь кам'яні арки, що мали назву Ворота Сіріону. Далі річка текла через край Нан-Татрен і впадала у затоку Балар східніше від Арверніену, розбившись на безліч рукавів (Гирло Сіріону). Сіріон був межею між Західним і Східним Белеріандом. Найбільшими притоками Сіріону були: на правому березі — Тейґлін та Нароґ; на лівому — Рівіл, Міндеб, Есгалдуін та Арос.

### Тейґлін
Тейґлін — притока Сіріону, що починалась біля Еред-Ветрін (Гори Тіні) і протікала крізь Бретільський Ліс.

## Річки інших регіонів Середзем'я

### Адорн
Адорн (англ. Adorn) — найбільша (і практично єдина з відомих) приток річки Ісен (Анґрен), що починається у Білих Горах і тече на північний захід до свого гирла. Землі у межиріччі Ісену та Адорну були об'єктом суперечок між рогіримами та дунгарцями.

### Андуїн або Велика Річка
Андуїн (англ. Anduin, з синдарину  — «Довга Річка»), Велика Річка (англ. the Great River) та Ланґфлуд (англ. Langflood, з рогірину — «Довга Річка») — найбільша з річок Середзем'я, що ділить землі на Захід та Схід. Тече з півночі на південь, у нижній течії повертаючи на південний захід. Довжина річки близько 1388 миль (2233 кілометрів). Утворюється внаслідок злиття річок Ленґвелл, що витікає у Імлистих Горах та Ґрейлін, котрий тече з Сірих Гір. Впадає у затоку Белфалас біля острова Тол-Фалас, розбиваючись на численні рукави і протоки дельти Етірських Плавнів. У руслі Андуїну розташовані Ірисні Поля, пороги Сарн-Гебір, озеро Нен-Ґітоель, водоспад Рауроса, острови Каррок, Тол-Брандір та Каїр-Андрос, низовина Ніндальф або Мокрінь. На річці розташовані міста Ґондору — Гарлонд, фортеця Каір-Андрос, Осґіліат та Пеларґір. Найбільші притоки Андуїну: на правому березі — Ірисна, Срібна Жила (Келебрант), Світла (Лімлайт), Ента, Еруї, на лівому — Морґулдуїн та Порос.

### Барандуїн або Брендівинна
Барандуїн (англ. Baranduin, з синдарину — «золотаво-коричнева вода») — річка в Еріадорі, що витікає з озера Ненуіал або Евендім. До кінця Першої Епохи вливалася в річку Лун, але внаслідок змін, викликаних Війною Гніву, Лун змінила русло і Барандуїн став впадати у Велике море (Белегаер) у краї Енедвайт. Більша частина території Ширу розташована на правому березі Барандуїну; самі гобіти переінакшили назву як «Брендівинна» (англ. Brandywine, від brandy — «бренді» + wine — «вино»), теж з огляду на характерний колір води. На лівому березі розташовувався Цапів край — невеликий простір гобітських поселень від Брендівиннського мосту до гирла Верболозки. Притоками Барандуїну або Брендівинної є річки Водь, Колодний Струмок, Межева та Верболозка. Біля витоків річки з озера розташована столиця Арнору Аннумінас.

### Бруїнен або Шумна
Бруїнен (англ. Bruinen, з синдарину — «Шумна», «Гримуча») або Шумна (англ. Loudwater) — річка що витікає з Імлистих Гір, обходячи з півночі долину Рівенділ, де існувало ельфійське поселення Елронда і повертає на південний захід, впадаючи в річку Сиводжерельна або Мітейтель. Через Бруїнен проходить брід на шляху до Рівендолу, що згадується у повісті «Гобіт або Туди й Звідти» та першій частині «Володаря Перснів» — «Братстві Персня».

### Будяковий Струмок
Будяковий Струмок (англ. Thistle Brook) — невеличка річечка у Східній Чверті Ширу, що починається біля Лісового Куту і тече на південний схід, впадаючи в річку Межеву, у його нижній течії розташоване село Вербодонне.

### Верболозка
Верболозка (англ. Withywindle) — річка, що починається біля Могильників Тірн-Ґортад, тече на південний захід крізь весь Праліс, і впадає у Барандуїн біля Запліття в Цаповому Краю (Шир). На березі Верболозки росте Дядько Іва, що є зосереджувачем злої волі Пралісу (можливо це гворн або навіть здерев'янілий ент).

### Водь
Водь, варіанти перекладу Воддя, Річка, Ручай (англ. Water) — невеличка річка, що починалась на півночі Західної Чверті Ширу, протікала крізь заболочену місцевість Очеретяна Твань неподалік від містечка Голконори («Вушко Голки»). На обох берегах річки Водь були розташовані містечко Гобітон та село Байвотер (англ. Bywater, варіанти перекладу «Приводдя», «Поріччя»). Далі річка текла на схід, залишаючи на правому березі містечка Жаб'є (англ. Frogmorton) та Малі Борозни і впадала у Барандуїн вище Барандуїнського мосту.

### Гарнен
Гарнен — річка що тече з південних схилів Ефел-Дуат на захід і впадає у затоку Белфалас. По річці Гарнен проходить межа між ґондорським краєм Гарондор, Ближнім Гарадом та областю Умбар.

### Гуртурант
Гуртурант — західна притока моря Нурнен.

### Ґландуїн
Ґландуїн (англ. Glanduin, з синдарину — «Прикордонна річка») — річка на сході Еріадору, що починається в Імлистих горах, південніше Воріт Морії і тече на захід, зливаючись із Сиводжерельною або Мітейтель в річку Гватло вище Тарбаду. У дельті річки розташовані твані Лебедянь. У Другу Епоху Ґландуін був південним кордоном ельфійського королівства Ереґіон, а у 3320 р. Другої Епохи — 1409 р. Третьої Епохи — Північного королівства Арнор та королівства Кардолан — звідти й походить назва річки.

### Ґватло або Сірострум
Ґватло (синд. Gwathlo — Темна Річка) або Сірострум (англ. Greyflood) — річка в Еріадорі, що протікає його південними землями що мають назву Енедвайт. Утворюється внаслідок злиття річок Сиводжерельної або Мітейтель та Гландуїну, тече на південь і впадає у Велике море (Белегаер). Землі розташовані між Барандуїном та Гватло мають назву Мінґіріат (англ. Mingiriath, з синдарину — «Межиріччя»). На берегах річки були розташовані старовинні фортеці Лонд-даер-Енер (Віньялонде) і Тарбад засновані нуменорцями.

### Ґілраїн
Ґілраїн (синд. Gilrain — Зоряний Мандрівник) — річка у Ґондорі, що починається у Білих Горах, тече на південь і впадає в річку Серні у краї Лебеннін (одна з п'яти річок краю). Неподалік від гирла Ґілраїну розташоване місто Лінгір.

### Ґрейлін
Ґрейлін (англ. Greeylin) — одна з приток-рукавів, що при злитті з Ленґвеллом утворюють річку Андуїн. Бере початок у Сірих Горах. У межиріччі Ленґвелл і Ґрейлін у 1977—2510 рр. Т. Е. розташовувалось королівство Еотеод.

### Ента
Ента (англ. Entwash) — найбільша з приток Андуїна. Починається біля південних кордонів лісу Фанґорн, тече на схід крізь землі Роганської Марки, розділяючи землі Істемнету, Вестемнету та Істфолду. При впадінні в Андуїн нижче Емін-Муїл утворює широку розгалужену дельту. Свою назву отримала від ентів, що мешкають у лісі Фанґорн.

### Еруї
Еруї — річка у Ґондорі, що починається у Білих Горах, поблизу гори Міндолуін і тече на південний схід, крізь Лоссарнах, впадаючи в Андуїн у ста милях (приблизно ста шістдесяти кілометрах) від Мінас-Тіріта. Під час громадянської війни 1432—1448 років Третьої Епохи біля Бродів Еруї відбулась вирішальна битва (1447) на підступах до Пеларґіра.

### Ісен
Ісен (англ. Isen; правильно читається Айзен; на синд. Angren — Залізна) — річка, що бере початок в Імлистих Горах біля гори Метедрас, у її верхів'ях була розташована фортеця Ісенґард (стара назва Анґрене). Від Ісенґарда річка тече до Білих Гір, де різко повертає на захід і впадає у Велике Море (Белеґаер). Довжина річки складає 430 нуменорських миль (за своєю величиною це восьма річка Середзем'я). Близько 150 миль від Гриви Рогану в Ісен впадає річка Адорн. За Ісеном і Адорном проходить західний кордон королівства Роганська Марка. Землі у трикутнику між Ісеном, Адорном і Білими Горами були спірною територією між рогіримами та дунландцями. Ісен можна перетнути лише в Ісенґарді або через Броди Ісену, де наприкінці Третьої Епохи відбулась низка великих битв рогіримів проти дунландців та орків Сарумана.

### Ірисна
Ірисна (англ. the Gladden River), синдаринський варіант Сір-Ні́нґлор (англ. Sir Ninglor — «Ірисний Потік») — притока Андуїну, що бере початок в Імлистих Горах (поблизу одного з перевалів) і тече на схід, впадаючи у Велику Річку в Ірисних Полях. Неподалік від її гирла у битві з орками загинуло військо Ісілдура, а Один Перстень загубився у водах Андуїна і через півтори тисячі років був знайдений гобітом з племені стурсів Деаґолом, що був убитий своїм родичем Смеаґолом, котрий заволодів Перснем.

### Карандун
Карандун — північна притока моря Нурн.

### Карнен
Ка́рнен (синд. Carnen — Червона Вода; варіант перекладу — Рудь) — річка що розмежовує землі Рованіону та Руну. Витікає з Залізних Пагорбів і тече близько 250 миль на південь, впадаючи в Келдуїн.

### Келдуїн
Келду́їн (англ. Celduin, з синдарину — «Бистра Річка») або Бистриця (англ. the Running River, варіант перекладу «Руна») — річка у Східному Рованіоні, що витікала з-під Самотньої Гори (Еребор) і текла на південь до Довгого озера, де у неї впадала Лісова Річка. З Довгого озера вода спадала водоспадом і річка повертала на південний схід, зливалась з річкою Карнен, робила підковоподібний вигин і впадала у внутрішнє Рунійське море. Загальна довжина річки складала 600 миль. По Келдуїну йшов важливий торговельний шлях між Підгірним королівством у Ереборі, розташованим біля підніжжя Самотньої гори (на березі Келдуїну) містом Дейл, містом Езґарот на Довгому озері, палацом короля ельфів Морок-Лісу Трандуїла (розташований у печерах на березі Лісової Річки біля її підземної притоки) та країною Дорвініон на півдні. З Морок-Лісу, Еребору та Дейла везли зброю, золоті прикраси та іграшки, а з Дорвініону — вино, хліб та інші продукти харчування.

### Келос
Ке́лос (англ. Celos) — друга з п'яти річок Лебенніну, починається у Білих Горах і впадає у Сіріт.

### Кіріл
Кі́ріл (англ. Ciril) — річка у Гондорі, що починається на одній з вершин Білих Гір і впадає в річку Рінґло у Ламедоні. На Кірілі розташовано містечко Калембел.

### Колодний Струмок
Колодний Струмок (англ. the Stock Brook) — річка у Східній Чверті Ширу. Починається у Зелених Пагорбах на східній околиці Лісового Куту, тече на схід через край Прилуки (Marish) і впадає у Барандуїн. У нижній течії Колодного Струмка розташувалось містечко Колодне.
Рятуючись від чорного вершника, Фродо Торбин, Сем Гемджі та Піппін Тук звернули з дороги і сховались у глибокому яру, по дну якого протікав Колодний Струмок.

### Кулдуін
Кулдуін - південна притока моря Нурнен.

### Ленґвелл
Ле́нґвелл (англ. Langwell) — одна з приток-рукавів, що при злитті з Ґрейлін утворюють Велику Річку Андуїн. Починається в Імлистих Горах. У межиріччі Ленґвелл і Ґрейлін у 1977—2510 рр. Т. Е. існувало королівство Еотеод.

### Лефнуї
Лефнуї (синд. Lefnui — «П'ята», за ліком після річок Еруї, Сіріт, Серні та Рінгло) — річка що відмежовує край Анфалас від вцілілої після Війни Гніву частини Друвайт-Йаур. Починається у Білих Горах і тече на південь, впадаючи в затоку Белфалас.

### Лімлайт або Світла
Лімлайт або Світла (англ. Limlight) — річка на південному заході Рованіону. Починається в лісі Фанґорн, біля Дому Древлена, далі тече на схід і впадає у Андуїн. На правому березі річки розташоване Поле Келебранту, де в трикутнику між Лімлайт та Андуїном у 2510 р. Т. Е. війська еотеодів на чолі з Еорлом Юним та гондорців на чолі з намісником Кіріоном розбили балкотів.

### Лісова Річка
Лісова Річка (англ. Forest Riwer) — річка що починається у Сірих Горах і тече на схід крізь північну частину Морок-Лісу, далі — розбиваючись на окремі рукави, впадає у Довге озеро у верхів'ї річки Келдуїн (Бистриця). Найбільшою притокою Лісової Річки є зачарована Чорна Річка. На правому березі Лісової Річки розташований підземний палац короля ельфів Морок-Лісу Трандуїла. Лісовою Річкою йшов важливий торговельний шлях між містом Есґарот на Довгому озері та палацом Трандуїла, по ній на плотах у бочках везли різноманітні продукти (зокрема — вино).

### Лун
Лун (синд. Lun — Синя) — річка у Західному Еріадорі, що починається у Синіх Горах. До кінця Першої Епохи Лун мав набагато більшу довжину і, вбираючи в себе Барандуїн, впадав у Велике Море (Белеґаер) у краї Друвайт Йаур. Внаслідок Війни Гніву більша частина Друвайт Йаур пішла під воду, а Лун став впадати у новоутворену затоку в середній частині Синіх Гір, що отримала назву Лунської. В гирлі Лун розташоване місто Мітлонд або Сірі Гавані, звідки на Захід відпливають ельфійські кораблі.

### Малий Лун
Малий Лун — притока річки Лун у її середній течії. Починається в Синіх Горах, неподалік від ґном'ячого міста Зали Торіна.

### Мерінґ
Ме́рінґ (англ. Mering) — струмок, що витікає з Білих Гір і впадає в Ентову Купіль. По Мерінґу проходить межа між Істфолдом (Роган) та Аноріеном (Ґондор). На синдарині річка називається назву Ґлангір (Glanhir), що означає «Рубіж». У його верхів'ях розташовано Фіріенський ліс, що росте довкола Ґалафіріенського пагорба, на вершині якого до 2510 р. Т. Е. знаходилась могила Еленділа.

### Морґулдуїн
Морґулду́їн (англ. Morgulduin, з синдарину — «річка Темних Сил») — річка в Ітілієні, що починається біля перевалу Кіріт-Унґол і спадає униз до Морґульської долини біля міста-фортеці Мінас-Морґул, протікаючи крізь луки, де ростуть квіти з солодким запахом тліну і впадає в Андуїн біля східної частини Осґіліата. Води річки були отруєні лиходійством після захоплення Мінас-Ітіля у 2002 р. Т. Е. Отруйні холодні випари над Морґулдуїним викликали запаморочення і втому. Над річкою розташувалось перехрестя доріг з Осґіліату до Мінас-Морґула і від Мораннона до Гараду.

### Мортонд
Мо́ртонд (синд. Mortond — Чорний Корінь) — річка у Ґондорі. Витікає з глибокої ущелини на півдні Білих Гір, що має назву Морнан (синд. Mornan — Чорна долина). Біля Морнану з Білих Гір виходить Шлях Мертвих, що веде до пагорба Ерех. Річка тече глибокою долиною Імлад-Мортонд (синд. Imlad-Mortond — Ущелина Мортонд). Зливається в один потік з річкою Рінгло і впадає у Велике Море (Белеґаер) біля ельфійського поселення Елделонд, котре було покинуте у 1981 р. Т. Е., коли останні його мешканці відпливли на острів Тол-Ересеа.

### Німродель
Німро́дель (англ. Ninrodel) або Білогривка — невеличка річечка, що витікає з Імлистих Гір і впадає у Срібну Жилу на західній околиці лісу Лотлоріен. На річці неподалік від гирла розташований невеличкий водоспад. Назва походить від імені ельфійської діви Німродель, що жила у печері неподалік. У неї був закоханий король Лотлоріену Амрот.

### Порубіжний струмок
Річка на кордоні між Гондором та Роганом. На Синдаріні називалася Глангір (Glanhír) та утворювала рубіж між гондорською областю Анорієн та роганською провінцією Східний фолд. Вона протікала крізь Фірієнський ліс, який ріс навколо Галіфірієнського пагорба.

### Порос
По́рос (англ. Poros) — найпівденніша з приток Андуїну, що розпочинається на схилах Похмурих Гір (Ефел-Дуат) і тече на захід, повертаючи неподалік від свого гирла на північний захід. Протяжність річки від витоку до гирла — 400 миль. По річці Порос проходить межа між Ітілієном та Гарондором.

### Рінґло
Рі́нґло (англ. Ringlo) — річка у Гондорі. Починається з двох безіменних річок у південних відрогах Білих Гір неподалік від Белфаласа, тече крізь Етрінґ, далі на північ від Тарносту в неї вливається річка Кіріл. Впадає у Велике Море (Белеґаер), зливаючись в один потік з річкою Мортонд, неподалік від колишнього ельфійського поселення Елделонд.

### Серні
Се́рні (англ. Serni) — четверта з п'яти річок Лебенніну. Починається на рівнині Лебенніну і впадає у Затоку Белфалас на північ від Андуїна біля міста Лінгір.

### Сиводжерельна або Мітейтель
Сиводжерельна (англ. Hoarwell) або Мітейтель (англ. Mitheithel, з синдарину — «Сірий Потік») — річка в центральному Еріадорі, що розпочинається на півночі Імлистих Гір, південніше Еттенблату (Троляче нагір'я), тече на південь, де у неї вливається річка Бруїнен чи Гримуча. Разом з Ґландуїном Мітейтель зливаються у річку Ґватло або Сірострум. Через річку Мітейтель перекинуто Останній Міст на шляху до Рівендолу, що згадується у повісті «Гобіт або Туди й Звідти» та першій частині роману «Володар Перснів» «Братство Персня».

### Сіраннон
Сіраннон (англ. Sirannon, з синдарину — «Брамний Потік») — невеличка річка у краї Ерегіон, що витікала у Джерельній Долині біля Західних Воріт Морії і впадала в Ґландуїн. У верхів'ях річки розташовувався водоспад Приморійський Поріг. Неподалік від її гирла знаходилась столиця Ерегіону Ост-ін-Енділ, що була зруйнована армією Саурона у 1697 р. Д. Е. У 2994 р. Т. Е. русло Сіранонну завалив обвал і річка висохла, а Джерельну Долину затопило водами і в ній утворилось зацвіле озеро, у якому оселилась восьминогоподібна потвора — Сторож Глибин.

### Сірліт
Сірліт (англ.Sirlith) — східна притока моря Нурнен.

### Сіріт
Сі́ріт (англ. Sirith) — третя з п'яти річок Лебенніну. Найбільшою її притокою є Келос. Впадає в Андуїн нижче гавані Пеларґір.

### Сніжиця або Сноуборн
Сніжиця або Сноуборн (англ. Snowborn) — річка у Рогані. Починається на схилах Еред-Німрайс, тече крізь Едорас, розмежовуючи землі Вестфолда та Істфолда і впадає у річку Ентова Купіль.

### Срібна Жила або Келебрант
Срібна Жила (англ. the Silverlode), на синдарині Келе́брант (англ. Celebrant — «Срібна»); на кгазадулі Кібел-Нала (англ. Kibel-nâla) — річка що починається в Імлистих Горах, біля перевалу через гору Карадрас (на кгазадулі Баразінбар), спускається у долину Нандугіріон (Азанулбізар), вливається у озеро Кгелед-Зарам і витікає з нього. Далі тече до лісу Лотлоріен і на його західній околиці зливається з річкою Німродель, після цього під назвою Золота Ворожея тече крізь центр лісу і впадає в Андуїн.
У нарисах до «Володаря перснів» автор первісно задумував дати річці гном'ячу назву «Зіґілнад» (Zigilnâd).

### Чорна річка
Чорна річка — зачарована річка з чорною водою, що текла посеред Морок-Лісу, починаючись у його горах і впадаючи в Лісову Річку. Кожен хто торкався її води впадав у досить глибокий і тривалий сон. У повісті «Гобіт або Туди й Звідти» ґноми та гобіт Більбо переправились через річку на човні, побачивши оленів вони стали стріляти в них з луків, однак поранений олень зачепив човен і ґном Бомбур, що переправлявся останнім, упав у воду. Його витягли на берег, але він заснув і спав досить тривалий час.

### Ширнборн
Ширнборн або Межева річка (англ. Shirebourne River) — річка по якій проходить межа між Південною та Східною Чвертями Ширу. Впадає в Барандуїн.

## Озера Белеріанду

### Аелін-Уїал
Аелін-Уїал (синд. Aelin-Uial — Сутінкові Озера) — каскад озер у руслі річки Сіріон, були розташовані нижче гирла річки Арос.

### Ґелеворн
Ґелеворн (синд. Geleworn — Чорне Дзеркало) — глибоке і темне озеро на півночі Тарґеліону біля гори Рерір, де мешкав Карантір. Осквернене драконом Ґлаурунґом після Даґор-Браґоллах (Битва Раптового Полум'я).

### Ейтель-Іврін
Ейтель-Іврін (синд. Eitel-Ivrin — Джерела Іврін) або Іврін — озеро та водоспад під Еред-Ветрін, де витікала річка Нарог. Створені Улмо в часи створення світу. На березі Ейтель-Іврін Турін зцілився від туги спричиненої вбивством Белеґа Міцнорукого. Осквернене і знищене драконом Ґлаурунґом Урулокі під час походу на Нарготронд. Так, під час походу в Дор-Ломін Турін побачив на місці Ейтель-Іврін замерзле болото.

### Лінаевен
Лінаевен (синд. Linaeven — Пташине озеро) — велике озеро в центрі краю Невраст із грузькими заболоченими берегами. Назву отримало від безлічі птахів, що мешкали на ньому.

### Мітрім озеро
Мітрім — велике озеро у однойменному краї на сході Гітлуму. Назва походила від синдарських ельфів, що оселились там.

### Тарн-Аелуін
Тарн-Аелуін — озеро в Дортоніоні, біля якого знайшли притулок і згодом були вбиті Барагір і його супутники.

## Озера інших регіонів Середзем'я

### Велике Озеро
Велике Озеро — озеро у центрі Середзем'я в Епоху Свічад Іллуін і Ормал (найімовірніше знаходилось на південний схід від Мордору між Ближнім Гарадом і Кгандом), де посередині існував острів Альмарен на якому мешкали валари. Внаслідок нападу Мелькора, що розбив Свічада, перша Весна Арди була перервана. У хвилях піднятих велетенським ураганом Альмарен зник і валар відступили на захід у землі Аману за океаном Белегаер.

### Довге озеро
Довге озеро — озеро в руслі річки Келдуін (Бистриця), що завершується водоспадом, звідки Келдуін біжить на південь до Рунійського Моря. До нього з заходу впадає Лісова Річка. Посеред озера розташоване людське місто Езґарот, що веде торгівлю з містом Дейл, королівством гномів Еребору, ельфами Морок-Лісу та Дорвініоном на півдні.

### Куївіенен
Куївіенен (квен. Kuivienen — Вода Пробудження) — озеро на сході Середзем'я, що було затокою Моря Гелкар. На його березі, неподалік від Орокарнів, пробудились перші ельфи. Озеро висохло внаслідок Війни Гніву.

### Кгелед-Зарам
Кгелед-Зарам (кгузд. Keled Zaram — Дзеркальне) — озеро в долині Азанулбізар або Нандуґіріон (Темноводдя) біля східних схилів Імлистих Гір. У Першу Епоху у води Кгелед-Зарам зазирнув один з Семи Праотців гномів Дьюрин Безсмертний, що заснував королівство Кгазад-Дум розташоване поруч. Крізь озеро тече річка Срібна або Келебрант.

### Море Гелкар
Море Гелкар — велетенське озеро, що утворилось внаслідок падіння знищеного Мелькором Свічада Ілуін. Озеро Куївіенен було затокою цього моря. Висохло внаслідок Війни Гніву.

### Море Нурнен
Море Нурнен — внутрішнє солоне озеро у краї Нурн на півдні Мордору. За ранньою версією Дж. Р. Р. Толкіна море Нурнен та Рунійське море були залишками внутрішнього моря Гелкар, що зникло внаслідок Війни Гніву. Втім, згодом Толкін переглянув цю концепцію. До озера з довколишніх гір впадають  річки Гуртант, Карандун, Кулдуін та Сірліт. На довколишніх землях велося сільське господарство, продукти якого йшли на прогодування армій Мордору. Після остаточного падіння Саурона у 3019 році Третьої Епохи король Елесар віддав ці землі його колишнім рабам.

### Ненуіал або Евендім
Ненуіал (синд. Nenuial — Вечорове) або Евендім — велике озеро на півночі Еріадору, з якого витікає річка Барандуін. Біля витоку Барандуіна було зведено столицю Північного королівства Арнор Аннумінас.

### Нен-Гітоель
Нен-Гітоель — озеро в середній течії Великої Річки Андуїн посеред нагір'я Емін-Муїл. У південній частині Нен-Гітоель біля пагорбів Амон-Ген (Овид) та Амон-Лау (Наслух) розташувався острів Тол-Брандір, за яким вода спадає водоспадом Раурос на рівнину Ніндальф або Мокрінь.

### Рунійське море
Рунійське море або озеро Рун (Sea of Run або Lace of Run — Східне море або Східне озеро) — велике внутрішнє солоне озеро на північному сході Середзем'я між областями Рованіон та Рун. Загальна площа озера близько 400 квадратних миль. За раннім задумом Дж. Р. Р. Толкіна Рунійське море було залишком внутрішнього Моря Гелкар, що висохло внаслідок Війни Гніву. Згодом автор переглянув свою концепцію, написавши у «Людях Середзем'я», що озеро Рун і в Першу Епоху було окремою водоймою. До Рунійського моря впадали декілька річок, найбільшою з яких був Келдуїн (Бистриця). На північно-східному березі розташувався родючий край Дорвініон населений нащадками дунедайн, що до 1856 р. Т. Е. був провінцією Ґондору, а згодом став окремим королівством.

## Затоки Белеріанду

### Затока Балар
Затока Балар — велика затока на півдні Белеріанду, в яку впадала річка Сіріон. Посеред неї розташуався острів Балар, де після розорення Фаласу оселились ельфи-фалатрими на чолі з Кірденом і Ґіл-Ґаладом.

### Бріттонська затока
Бріттонська затока — затока на березі Фаласу, в гирлі річки Бріттон. На березі її розташувались гавані Брітомбару.

### Гелкараксе
Гелкараксе (Здиблена Крига) — протока між Аманом і Середзем'ям на півночі (де їх береги зближувались на мінімальну відстань), вкрита вічною кригою. З'єднувала Велике Море Белеґаер і Зовнішнє Море Еккая. Під час втечі з Валлінору по її кризі пройшли Мелькор та Унґоліанта. Коли Феанор, зрадивши своїх родичів з дому Фінголфіна та Фінарфіна, спалив кораблі у Лосгарі, нолдори що лишились у Арамані по кризі Гелкараксе, з великими втратами перетнули море і вийшли на північний берег Середзем'я.

### Дренґіст
Дренґіст — довга і вузька затока, що врізалася в Еред-Ветрін — західну межу Гітлуму. На березі затоки в місцевості Лосґар Феанор спалив захоплені в телерів кораблі.

### Неннінгська затока
Неннінгська затока — затока у Фаласі, в гирлі річки Неннінг. На березі затоки були збудовані гавані Еглареста.

## Затоки інших регіонів Середзем'я

### Белфалас
Белфалас — велика затока на південному сході Середзем'я. У затоці розташований великий острів Тол-Фалас. У Белфалас впадають річки Андуїн, Ґарнен, Серні, Рінґло та Лефнуї. Внаслідок затоплення Нуменору було затоплено значну частину прибережних земель довкола Белфаласу. Зокрема, острів Тол-Фалас значно зменшився в розмірах. На березі затоки були розташовані ельфійське поселення Елделонд (Ельфійська Гавань) та ґондорське місто-фортеця Дол-Амрот.

### Лун затока
Затока Лун — велика затока між землями Форліндон (Північний Ліндон), Гарліндон (Південний Ліндон) та Синіми Горами (Еред-Луін). Назву отримала від річки Лун, що впадала у неї з півночі. Утворилась внаслідок Війни Гніву, коли затонув Белеріанд. На її берегах розташувались ельфійські міста Форлонд (Північна Гавань), Гарлонд (Південна Гавань) та Мітлонд (Сірі Гавані).

### Затока Умбар
Затока Умбар — велика природна гавань на південному сході Середзем'я, де нуменорці з партії Людей Короля збудували велике портове місто Умбар.

### Форохел
Затока Форохел (англ. Gulf of Forochel) — велика скута вічною кригою затока у краї Фородвайт, на північному заході Середзем'я. Поруч розташовані землі Великого Форогельського мису та узбережжя Форохел. Утворилася в результаті Війни Гніву, наприкінці Першої Епохи. На її берегах жили люди з народу лосот. У водах затоки був затертий кригою і затонув ельфійський корабель з Мітлонду посланий Кірданом за останнім королем Артедайну Арведуї. Арведуї також загинув, разом з палантірами Амон-Сул та Аннумінаса.